# 2023-as WTA-szezon
A 2023-as WTA-szezon a WTA, azaz a női profi teniszezők nemzetközi szövetsége által megszervezett versenysorozat 2023-as évada. A szezon magába foglalja a Nemzetközi Teniszszövetség (ITF) által felügyelt Grand Slam-tornákat, a WTA1000 és WTA500 tornákat, a WTA250 tornákat, az ITF által szervezett Billie Jean King-kupát, valamint a két év végi versenyt, a WTA Elite Trophy tornát és a WTA Finals világbajnokságot.
2022. március 1-től az Oroszország által Ukrajna területét ért támadás miatt a tenisz nemzetközi szervezetei, valamint a Grand Slam-tornák és a nemzetközi csapatversenyek szervezői Oroszországot és Fehéroroszországot kizárták a versenyekből. E két ország versenyzői csak saját nevükben vehetnek részt a tornákon, eredményük nem számít be országaik eredményébe.

## Az év kiemelkedő magyar eredményei

### Győzelem (3)
Július:
- Stollár Fanny – Budapest Grand Prix Budapest (WTA250) (páros)
- Bondár Anna – Swiss Open Lausanne (WTA250) (páros)
- Udvardy Panna – Nordea Open Båstad (WTA125) (páros)

### Döntő (3)
Január:
- Udvardy Panna – Hobart International Sydney (WTA250) (páros)

Szeptember:
- Bondár Anna – Parma Ladies Open Parma (WTA125) (páros)

Október:
- Bondár Anna – Open de Rouen Rouen (WTA125) (páros)

## Versenynaptár
A WTA 2023-as versenynaptára, feltüntetve benne a legalább negyeddöntőbe jutott versenyzőket.
A színjelölések
| Grand Slam-tornák             |
| WTA 1000 (kötelező torna)     |
| WTA 1000 (nem kötelező torna) |
| WTA 500                       |
| WTA 250                       |
| WTA Finals                    |
| WTA Elite Trophy              |
| Csapatversenyek               |

Rövidítések: KM=körmérkőzés; E=egyéni; Q=kvalifikáció; P=páros; X=vegyes páros; (f)=fedett pályán.

### Január
| Kezdés              | Torna | Győztesek                                      | Ellenfelek a döntőben                       | Elődöntősök                         | Negyeddöntősök                                                               |
| ------------------- | --- | ---------------------------------------------- | ------------------------------------------- | ----------------------------------- | ---------------------------------------------------------------------------- |
| Január 2            | United Cup Brisbane, Perth, Sydney, Ausztrália $7,500,000 – Kemény – 18 csapat                               | Amerikai Egyesült Államok 4–0                  | Olaszország                                 | Lengyelország Görögország           |                                                                              |
| Január 2            | Adelaide International 1 Adelaide, Ausztrália WTA 500 $826,837 – Kemény – 30E/24Q/16P                        | Arina Szabalenka 6–3, 7–6(4)                   | Linda Nosková                               | Unsz Dzsábir Irina-Camelia Begu     | Marta Kosztyuk Viktorija Azaranka Veronyika Kugyermetova Markéta Vondroušová |
| Január 2            | Adelaide International 1 Adelaide, Ausztrália WTA 500 $826,837 – Kemény – 30E/24Q/16P                        | Asia Muhammad Taylor Townsend 6–2, 7–6(2)      | Storm Hunter Kateřina Siniaková             | Unsz Dzsábir Irina-Camelia Begu     | Marta Kosztyuk Viktorija Azaranka Veronyika Kugyermetova Markéta Vondroušová |
| Január 2            | Auckland Open Auckland, Új-Zéland WTA 250 $259,303 – Kemény – 32E/32Q/16P                                    | Cori Gauff 6–1, 6–1                            | Rebeka Masarova                             | Danka Kovinić Ysaline Bonaventure   | Csu Lin Viktória Kužmová Leylah Fernandez Karolína Muchová                   |
| Január 2            | Auckland Open Auckland, Új-Zéland WTA 250 $259,303 – Kemény – 32E/32Q/16P                                    | Kato Miju Aldila Sutjiadi 1–6, 7–5, [10–4]     | Leylah Fernandez Bethanie Mattek-Sands      | Danka Kovinić Ysaline Bonaventure   | Csu Lin Viktória Kužmová Leylah Fernandez Karolína Muchová                   |
| Január 9            | Adelaide International-2 Adelaide, Ausztrália WTA 500 $780,637 – Kemény – 30E/24Q/16P                        | Belinda Bencic 6–0, 6–2                        | Darja Kaszatkina                            | Veronyika Kugyermetova Paula Badosa | Caroline Garcia Danielle Collins Beatriz Haddad Maia Petra Kvitová           |
| Január 9            | Adelaide International-2 Adelaide, Ausztrália WTA 500 $780,637 – Kemény – 30E/24Q/16P                        | Luisa Stefani Taylor Townsend 7–5, 7–6(3)      | Anasztaszija Pavljucsenkova Jelena Ribakina | Veronyika Kugyermetova Paula Badosa | Caroline Garcia Danielle Collins Beatriz Haddad Maia Petra Kvitová           |
| Január 9            | Hobart International Hobart, Ausztrália WTA 250 $259,303 – Kemény – 32E/24Q/16P                              | Lauren Davis 7–6(0), 6–2                       | Elisabetta Cocciaretto                      | Anna Blinkova Sofia Kenin           | Julija Putyinceva Vang Hszin-jü Bernarda Pera Anhelina Kalinyina             |
| Január 9            | Hobart International Hobart, Ausztrália WTA 250 $259,303 – Kemény – 32E/24Q/16P                              | Kirsten Flipkens Laura Siegemund 6–4, 7–5      | Viktorija Golubic Udvardy Panna             | Anna Blinkova Sofia Kenin           | Julija Putyinceva Vang Hszin-jü Bernarda Pera Anhelina Kalinyina             |
| Január 16 Január 23 | Australian Open Melbourne, Ausztrália Grand Slam A$ – Kemény 128E/128Q/64D/32X Egyéni – Páros – Vegyes páros | Arina Szabalenka 4–6, 6–3, 6–4                 | Jelena Ribakina                             | Viktorija Azaranka Magda Linette    | Jeļena Ostapenko Jessica Pegula Karolína Plíšková Donna Vekić                |
| Január 16 Január 23 | Australian Open Melbourne, Ausztrália Grand Slam A$ – Kemény 128E/128Q/64D/32X Egyéni – Páros – Vegyes páros | Barbora Krejčíková Kateřina Siniaková 6–4, 6–3 | Aojama Súko Sibahara Ena                    | Viktorija Azaranka Magda Linette    | Jeļena Ostapenko Jessica Pegula Karolína Plíšková Donna Vekić                |
| Január 16 Január 23 | Australian Open Melbourne, Ausztrália Grand Slam A$ – Kemény 128E/128Q/64D/32X Egyéni – Páros – Vegyes páros | Luisa Stefani Rafael Matos 7–6(2), 6–2         | Szánija Mirza Róhan Bópanna                 | Viktorija Azaranka Magda Linette    | Jeļena Ostapenko Jessica Pegula Karolína Plíšková Donna Vekić                |
| Január 30           | Hua Hin Championships Huahin, Thaiföld WTA 250 $259,303 – Kemény – 32E/24Q/16P                               | Csu Lin 6–4, 6–4                               | Leszja Curenko                              | Bianca Andreescu Vang Hszin-jü      | Marta Kosztyuk Tatjana Maria Tamara Zidanšek Heather Watson                  |
| Január 30           | Hua Hin Championships Huahin, Thaiföld WTA 250 $259,303 – Kemény – 32E/24Q/16P                               | Csan Hao-csing Vu Fang-hszien 6–1, 7–6(6)      | Vang Hszin-jü Csu Lin                       | Bianca Andreescu Vang Hszin-jü      | Marta Kosztyuk Tatjana Maria Tamara Zidanšek Heather Watson                  |
| Január 30           | Lyon Open Lyon, Franciaország WTA 250 $ – Kemény (f) – 32E/24Q/16P                                           | Alycia Parks 7–6(7), 7–5                       | Caroline Garcia                             | Camila Osorio Maryna Zanevska       | Jasmine Paolini Linda Nosková Danka Kovinić Anasztaszija Potapova            |
| Január 30           | Lyon Open Lyon, Franciaország WTA 250 $ – Kemény (f) – 32E/24Q/16P                                           | Cristina Bucșa Bibiane Schoofs 7–6(5), 6–3     | Olga Danilović Alekszandra Panova           | Camila Osorio Maryna Zanevska       | Jasmine Paolini Linda Nosková Danka Kovinić Anasztaszija Potapova            |

### Február
| Kezdés     | Torna | Győztesek                                                       | Ellenfelek a döntőben                     | Elődöntősök                          | Negyeddöntősök                                                            |
| ---------- | --- | --------------------------------------------------------------- | ----------------------------------------- | ------------------------------------ | ------------------------------------------------------------------------- |
| Február 6  | Abu Dhabi Open Abu-Dzabi, Egyesült Arab Emírségek WTA 500 $780,637 – Kemény – 28E/24Q/16P                  | Belinda Bencic 1–6, 7–6(8), 6–4                                 | Ljudmila Szamszonova                      | Cseng Csin-ven Beatriz Haddad Maia   | Darja Kaszatkina Veronyika Kugyermetova Jelena Ribakina Shelby Rogers     |
| Február 6  | Abu Dhabi Open Abu-Dzabi, Egyesült Arab Emírségek WTA 500 $780,637 – Kemény – 28E/24Q/16P                  | Luisa Stefani Csang Suaj 3–6, 6–2, [10–8]                       | Aojama Súko Csan Hao-csing                | Cseng Csin-ven Beatriz Haddad Maia   | Darja Kaszatkina Veronyika Kugyermetova Jelena Ribakina Shelby Rogers     |
| Február 6  | Ladies Linz Linz, Ausztria WTA 250 $259,303 – Kemény (f) – 32E/24Q/16P                                     | Anasztaszija Potapova 6–3, 6–1                                  | Petra Martić                              | María Szákari Markéta Vondroušová    | Donna Vekić Clara Tauson Anna-Lena Friedsam Gálfi Dalma                   |
| Február 6  | Ladies Linz Linz, Ausztria WTA 250 $259,303 – Kemény (f) – 32E/24Q/16P                                     | Natyela Dzalamidze Viktória Kužmová 4–6, 7–5, [12–10]           | Anna-Lena Friedsam Nagyija Kicsenok       | María Szákari Markéta Vondroušová    | Donna Vekić Clara Tauson Anna-Lena Friedsam Gálfi Dalma                   |
| Február 13 | Qatar Open Doha, Katar WTA 500 $780,637 – Kemény – 28E/32Q/16P                                             | Iga Świątek 6–3, 6–0                                            | Jessica Pegula                            | Veronyika Kugyermetova María Szákari | Belinda Bencic Cori Gauff Caroline Garcia Beatriz Haddad Maia             |
| Február 13 | Qatar Open Doha, Katar WTA 500 $780,637 – Kemény – 28E/32Q/16P                                             | Cori Gauff Jessica Pegula 6–4, 2–6, [10–7]                      | Ljudmila Kicsenok Jeļena Ostapenko        | Veronyika Kugyermetova María Szákari | Belinda Bencic Cori Gauff Caroline Garcia Beatriz Haddad Maia             |
| Február 20 | Dubai Tennis Championships Dubaj, Egyesült Arab Emírségek WTA 1000 (nem kötelező) $ – Kemény – 56E/32Q/28P | Barbora Krejčíková 6–4, 6–2                                     | Iga Świątek                               | Cori Gauff Jessica Pegula            | Karolína Plíšková Madison Keys Karolína Muchová Arina Szabalenka          |
| Február 20 | Dubai Tennis Championships Dubaj, Egyesült Arab Emírségek WTA 1000 (nem kötelező) $ – Kemény – 56E/32Q/28P | Veronyika Kugyermetova Ljudmila Szamszonova 6–4, 6–7(4), [10–1] | Csan Hao-csing Latisha Chan               | Cori Gauff Jessica Pegula            | Karolína Plíšková Madison Keys Karolína Muchová Arina Szabalenka          |
| Február 20 | Merida Open Mérida, Mexikó WTA 250 $ – Kemény – 32E/24Q/16P                                                | Camila Giorgi 7–6(3), 1–6, 6–2                                  | Rebecca Peterson                          | Catherine McNally Kateřina Siniaková | Magda Linette Kimberly Birrell Elisabetta Cocciaretto Sloane Stephens     |
| Február 20 | Merida Open Mérida, Mexikó WTA 250 $ – Kemény – 32E/24Q/16P                                                | Catherine McNally Diane Parry 6–0, 7–5                          | Vang Hszin-jü Vu Fang-hszien              | Catherine McNally Kateřina Siniaková | Magda Linette Kimberly Birrell Elisabetta Cocciaretto Sloane Stephens     |
| Február 27 | Monterrey Open Monterrey, Mexikó WTA 250 $ – Kemény – 32E/24Q/16P                                          | Donna Vekić 6–4, 3–6, 7–5                                       | Caroline Garcia                           | Elise Mertens Csu Lin                | Mayar Sherif Elisabetta Cocciaretto Ysaline Bonaventure Caroline Dolehide |
| Február 27 | Monterrey Open Monterrey, Mexikó WTA 250 $ – Kemény – 32E/24Q/16P                                          | Yuliana Lizarazo María Paulina Pérez García 6–3, 5–7, [10–5]    | Kimberly Birrell Fernanda Contreras Gómez | Elise Mertens Csu Lin                | Mayar Sherif Elisabetta Cocciaretto Ysaline Bonaventure Caroline Dolehide |
| Február 27 | ATX Open Austin, Amerikai Egyesült Államok WTA 250 $ – Kemény – 32E/24Q/16P                                | Marta Kosztyuk 6–3, 7–5                                         | Varvara Gracsova                          | Katie Volynets Danielle Collins      | Sloane Stephens Peyton Stearns Anna Kalinszkaja Anna-Lena Friedsam        |
| Február 27 | ATX Open Austin, Amerikai Egyesült Államok WTA 250 $ – Kemény – 32E/24Q/16P                                | Erin Routliffe Aldila Sutjiadi 6–4, 3–6, [10–8]                 | Nicole Melichar-Martinez Ellen Perez      | Katie Volynets Danielle Collins      | Sloane Stephens Peyton Stearns Anna Kalinszkaja Anna-Lena Friedsam        |

### Március
| Kezdés                | Torna | Győztesek                                                 | Ellenfelek a döntőben               | Elődöntősök                   | Negyeddöntősök                                                                    |
| --------------------- | --- | --------------------------------------------------------- | ----------------------------------- | ----------------------------- | --------------------------------------------------------------------------------- |
| Március 6 Március 13  | Indian Wells Open Indian Wells, Amerikai Egyesült Államok WTA 1000 (kötelező) 8,800,000$ – Kemény – 96E/48Q/32P | Jelena Ribakina 7–6(11), 6–4                              | Arina Szabalenka                    | Iga Świątek María Szákari     | Sorana Cîrstea Karolína Muchová Petra Kvitová Cori Gauff                          |
| Március 6 Március 13  | Indian Wells Open Indian Wells, Amerikai Egyesült Államok WTA 1000 (kötelező) 8,800,000$ – Kemény – 96E/48Q/32P | Barbora Krejčíková Kateřina Siniaková 6–1, 6–7(3), [10–7] | Beatriz Haddad Maia Laura Siegemund | Iga Świątek María Szákari     | Sorana Cîrstea Karolína Muchová Petra Kvitová Cori Gauff                          |
| Március 20 Március 27 | Miami Open Miami, Amerikai Egyesült Államok WTA 1000 (kötelező) 8,800,000$ – Kemény – 96E/48Q/32P               | Petra Kvitová 7–6(14), 6–2                                | Jelena Ribakina                     | Jessica Pegula Sorana Cîrstea | Martina Trevisan Anasztaszija Potapova Jekatyerina Alekszandrova Arina Szabalenka |
| Március 20 Március 27 | Miami Open Miami, Amerikai Egyesült Államok WTA 1000 (kötelező) 8,800,000$ – Kemény – 96E/48Q/32P               | Cori Gauff Jessica Pegula 7–6(6), 6–2                     | Leylah Fernandez Taylor Townsend    | Jessica Pegula Sorana Cîrstea | Martina Trevisan Anasztaszija Potapova Jekatyerina Alekszandrova Arina Szabalenka |

### Április
| Kezdés             | Torna | Győztesek | Ellenfelek a döntőben | Elődöntősök                          | Negyeddöntősök                                                       |
| ------------------ | --- | --- | --- | ------------------------------------ | -------------------------------------------------------------------- |
| Április 3          | Charleston Open Charleston, Amerikai Egyesült Államok WTA 500 $ – Salak (zöld) – 56E/32Q/16P | Unsz Dzsábir 7–6(6), 6–4 | Belinda Bencic | Jessica Pegula Darja Kaszatkina      | Paula Badosa Jekatyerina Alekszandrova Madison Keys Anna Kalinszkaja |
| Április 3          | Charleston Open Charleston, Amerikai Egyesült Államok WTA 500 $ – Salak (zöld) – 56E/32Q/16P | Danielle Collins Desirae Krawczyk 0–6, 6–4, [14–12] | Giuliana Olmos Sibahara Ena | Jessica Pegula Darja Kaszatkina      | Paula Badosa Jekatyerina Alekszandrova Madison Keys Anna Kalinszkaja |
| Április 3          | Copa Colsanitas Bogotá, Kolumbia WTA 250 $ – Salak – 32E/24Q/16P | Tatjana Maria 6–3, 2–6, 6–4 | Peyton Stearns | Kamilla Rahimova Francesca Jones     | Tamara Zidanšek Sara Sorribes Tormo Laura Pigossi Nuria Brancaccio   |
| Április 3          | Copa Colsanitas Bogotá, Kolumbia WTA 250 $ – Salak – 32E/24Q/16P | Irina Hromacsova Irina Simanovics 6–1, 3–6, [10–6] | Okszana Kalasnikova Katarzyna Piter | Kamilla Rahimova Francesca Jones     | Tamara Zidanšek Sara Sorribes Tormo Laura Pigossi Nuria Brancaccio   |
| Április 10         | Billie Jean King-kupa kvalifikáció Marbella, Spanyolország – Salak Antalya, Törökország – Salak Coventry, Egyesült Királyság – Kemény (f) Vancouver, Kanada – Kemény (f) Delray Beach, Egyesült Államok – Kemény Pozsony, Szlovákia – Kemény (f) Stuttgart, Németország – Salak (f) Asztana, Kazahsztán – Salak (f) Koper, Szlovénia – Salak | A kvalifikáció győztesei · Spanyolország, 3–1 · Csehország, 3–1 · Franciaország, 3–1 · Kanada, 3–2 · Amerikai Egyesült Államok, 4–0 · Olaszország, 3–2 · Németország, 3–1 · Kazahsztán, 3–1 · Szlovénia, 3–2 | A kvalifikáció vesztesei · Mexikó · Ukrajna · Egyesült Királyság · Belgium · Ausztria · Szlovákia · Brazília · Lengyelország · Románia |                                      |                                                                      |
| Április 17         | Stuttgart Open Stuttgart, Németország WTA 500 780,637$ – Salak – 28E/32Q/16P | Iga Świątek 6–3, 6–4 | Arina Szabalenka | Unsz Dzsábir Anasztaszija Potapova   | Karolína Plíšková Beatriz Haddad Maia Caroline Garcia Paula Badosa   |
| Április 17         | Stuttgart Open Stuttgart, Németország WTA 500 780,637$ – Salak – 28E/32Q/16P | Desirae Krawczyk Demi Schuurs 6–4, 6–1 | Nicole Melichar-Martinez Giuliana Olmos                                                                                                | Unsz Dzsábir Anasztaszija Potapova   | Karolína Plíšková Beatriz Haddad Maia Caroline Garcia Paula Badosa   |
| Április 24 Május 1 | Madrid Open Madrid, Spanyolország WTA 1000 (kötelező) 7,705,780$ – Salak – 96E/48Q/32D | Arina Szabalenka 6–3, 3–6, 6–3 | Iga Świątek | Veronyika Kugyermetova María Szákari | Petra Martić Jessica Pegula Irina-Camelia Begu Mayar Sherif          |
| Április 24 Május 1 | Madrid Open Madrid, Spanyolország WTA 1000 (kötelező) 7,705,780$ – Salak – 96E/48Q/32D | Viktorija Azaranka Beatriz Haddad Maia 6–1, 6–4 | Cori Gauff Jessica Pegula | Veronyika Kugyermetova María Szákari | Petra Martić Jessica Pegula Irina-Camelia Begu Mayar Sherif          |

### Május
| Kezdés            | Torna | Győztesek                                          | Ellenfelek a döntőben                   | Elődöntősök                             | Negyeddöntősök                                                          |
| ----------------- | --- | -------------------------------------------------- | --------------------------------------- | --------------------------------------- | ----------------------------------------------------------------------- |
| Május 8 Május 15  | Italian Open Róma, Olaszország WTA 1000 (nem kötelező) $ – Salak – 64E/48Q/30P                           | Jelena Ribakina 6–4, 1–0, feladta                  | Anhelina Kalinyina                      | Jeļena Ostapenko Veronyika Kugyermetova | Iga Świątek Paula Badosa Cseng Csin-ven Beatriz Haddad Maia             |
| Május 8 Május 15  | Italian Open Róma, Olaszország WTA 1000 (nem kötelező) $ – Salak – 64E/48Q/30P                           | Storm Hunter Elise Mertens 6–4, 6–4                | Cori Gauff Jessica Pegula               | Jeļena Ostapenko Veronyika Kugyermetova | Iga Świątek Paula Badosa Cseng Csin-ven Beatriz Haddad Maia             |
| Május 22          | Internationaux de Strasbourg Strasbourg, Franciaország WTA 250 $ – Salak – 32E/16Q/16P                   | Elina Szvitolina 6–2, 6–3                          | Anna Blinkova                           | Lauren Davis Clara Burel                | Anasztaszija Pavljucsenkova Emma Navarro Bernarda Pera Varvara Gracsova |
| Május 22          | Internationaux de Strasbourg Strasbourg, Franciaország WTA 250 $ – Salak – 32E/16Q/16P                   | Hszü Ji-fan Jang Csao-hszüan 6–3, 6–2              | Desirae Krawczyk Giuliana Olmos         | Lauren Davis Clara Burel                | Anasztaszija Pavljucsenkova Emma Navarro Bernarda Pera Varvara Gracsova |
| Május 22          | Morocco Open Rabat, Marokkó WTA 250 $ – Salak – 32E/16Q/16P                                              | Lucia Bronzetti 6–4, 5–7, 7–5                      | Julia Grabher                           | Julia Riera Sloane Stephens             | Martina Trevisan Julija Putyinceva Alycia Parks Peyton Stearns          |
| Május 22          | Morocco Open Rabat, Marokkó WTA 250 $ – Salak – 32E/16Q/16P                                              | Sabrina Santamaria Jana Szizikova 3–6, 6–1, [10–8] | Ingrid Gamarra Martins Lidzija Marozava | Julia Riera Sloane Stephens             | Martina Trevisan Julija Putyinceva Alycia Parks Peyton Stearns          |
| Május 29 Június 5 | Roland Garros Párizs, Franciaország Grand Slam € – Salak 128E/128Q/64D/32X Egyéni – Páros – Vegyes páros | Iga Świątek 6–2, 5–7, 6–4                          | Karolína Muchová                        | Beatriz Haddad Maia Arina Szabalenka    | Cori Gauff Unsz Dzsábir Anasztaszija Pavljucsenkova Elina Szvitolina    |
| Május 29 Június 5 | Roland Garros Párizs, Franciaország Grand Slam € – Salak 128E/128Q/64D/32X Egyéni – Páros – Vegyes páros | Hszie Su-vej Vang Hszin-jü 1–6, 7–6(5), 6–1        | Leylah Fernandez Taylor Townsend        | Beatriz Haddad Maia Arina Szabalenka    | Cori Gauff Unsz Dzsábir Anasztaszija Pavljucsenkova Elina Szvitolina    |
| Május 29 Június 5 | Roland Garros Párizs, Franciaország Grand Slam € – Salak 128E/128Q/64D/32X Egyéni – Páros – Vegyes páros | Kato Miju Tim Pütz 4–6, 6–4, [10–6]                | Bianca Andreescu Michael Venus          | Beatriz Haddad Maia Arina Szabalenka    | Cori Gauff Unsz Dzsábir Anasztaszija Pavljucsenkova Elina Szvitolina    |

### Június
| Kezdés    | Torna                                                                                       | Győztesek                                           | Ellenfelek a döntőben                  | Elődöntősök                                  | Negyeddöntősök                                                              |
| --------- | ------------------------------------------------------------------------------------------- | --------------------------------------------------- | -------------------------------------- | -------------------------------------------- | --------------------------------------------------------------------------- |
| Június 12 | Rosmalen Open Rosmalen, Hollandia WTA 250 $259,303 – Fű – 32E/24Q/16P                       | Jekatyerina Alekszandrova 4–6, 6–4, 7–6(3)          | Veronyika Kugyermetova                 | Viktória Hrunčáková Aljakszandra Szasznovics | Céline Naef Ashlyn Krueger Emina Bektas Ljudmila Szamszonova                |
| Június 12 | Rosmalen Open Rosmalen, Hollandia WTA 250 $259,303 – Fű – 32E/24Q/16P                       | Aojama Súko Sibahara Ena 6–3, 6–3                   | Viktória Hrunčáková Tereza Mihalíková  | Viktória Hrunčáková Aljakszandra Szasznovics | Céline Naef Ashlyn Krueger Emina Bektas Ljudmila Szamszonova                |
| Június 12 | Nottingham Open Nottingham, Egyesült Királyság WTA 250 $259,303 – Fű – 32E/24Q/16P          | Katie Boulter 6–3, 6–3                              | Jodie Burrage                          | Alizé Cornet Heather Watson                  | Elizabeth Mandlik Magdalena Fręch Viktorija Golubic Harriet Dart            |
| Június 12 | Nottingham Open Nottingham, Egyesült Királyság WTA 250 $259,303 – Fű – 32E/24Q/16P          | Ulrikke Eikeri Ingrid Neel 7–6(6), 5–7, [10–8]      | Harriet Dart Heather Watson            | Alizé Cornet Heather Watson                  | Elizabeth Mandlik Magdalena Fręch Viktorija Golubic Harriet Dart            |
| Június 19 | German Open Berlin, Németország WTA 500 $780,637 – Fű – 32E/24Q/16P                         | Petra Kvitová 6–2, 7–6(6)                           | Donna Vekić                            | Jekatyerina Alekszandrova María Szákari      | Veronyika Kugyermetova Caroline Garcia Markéta Vondroušová Elina Avaneszjan |
| Június 19 | German Open Berlin, Németország WTA 500 $780,637 – Fű – 32E/24Q/16P                         | Caroline Garcia Luisa Stefani 4–6, 7–6(8), [10–4]   | Kateřina Siniaková Markéta Vondroušová | Jekatyerina Alekszandrova María Szákari      | Veronyika Kugyermetova Caroline Garcia Markéta Vondroušová Elina Avaneszjan |
| Június 19 | Birmingham Classic Birmingham, Egyesült Királyság WTA 250 $259,303 – Fű – 32E/24Q/16P       | Jeļena Ostapenko 7–6(8), 6–4                        | Barbora Krejčíková                     | Csu Lin Anasztaszija Potapova                | Linda Fruhvirtová Rebecca Marino Harriet Dart Magdalena Fręch               |
| Június 19 | Birmingham Classic Birmingham, Egyesült Királyság WTA 250 $259,303 – Fű – 32E/24Q/16P       | Marta Kosztyuk Barbora Krejčíková 6–2, 7–6(7)       | Storm Hunter Alycia Parks              | Csu Lin Anasztaszija Potapova                | Linda Fruhvirtová Rebecca Marino Harriet Dart Magdalena Fręch               |
| Június 26 | Eastbourne International Eastbourne, Egyesült Királyság WTA 500 $780,637 – Fű – 48E/16Q/16P | Madison Keys 6–2, 7–6(13)                           | Darja Kaszatkina                       | Cori Gauff Camila Giorgi                     | Petra Martić Jessica Pegula Jeļena Ostapenko Caroline Garcia                |
| Június 26 | Eastbourne International Eastbourne, Egyesült Királyság WTA 500 $780,637 – Fű – 48E/16Q/16P | Desirae Krawczyk Demi Schuurs 6–2, 6–4              | Nicole Melichar-Martinez Ellen Perez   | Cori Gauff Camila Giorgi                     | Petra Martić Jessica Pegula Jeļena Ostapenko Caroline Garcia                |
| Június 26 | Bad Homburg Open Bad Homburg, Németország WTA 250 $259,303 – Fű – 32E/8Q/16P                | Kateřina Siniaková 6–2, 7–6(5)                      | Lucia Bronzetti                        | Iga Świątek Emma Navarro                     | Anna Blinkova Varvara Gracsova Rebeka Masarova Ljudmila Szamszonova         |
| Június 26 | Bad Homburg Open Bad Homburg, Németország WTA 250 $259,303 – Fű – 32E/8Q/16P                | Ingrid Gamarra Martins Lidzija Marozava 6–0, 7–6(3) | Hozumi Eri Monica Niculescu            | Iga Świątek Emma Navarro                     | Anna Blinkova Varvara Gracsova Rebeka Masarova Ljudmila Szamszonova         |

### Július
| Kezdés             | Torna | Győztesek                                          | Ellenfelek a döntőben                | Elődöntősök                         | Negyeddöntősök                                                           |
| ------------------ | --- | -------------------------------------------------- | ------------------------------------ | ----------------------------------- | ------------------------------------------------------------------------ |
| Július 3 Július 10 | Wimbledoni teniszbajnokság London, Egyesült Királyság Grand Slam £44,700,000 – Fű 128E/128Q/64P/32X egyéni – páros – vegyes páros | Markéta Vondroušová 6–4, 6–4                       | Unsz Dzsábir                         | Elina Szvitolina Arina Szabalenka   | Iga Świątek Jessica Pegula Jelena Ribakina Madison Keys                  |
| Július 3 Július 10 | Wimbledoni teniszbajnokság London, Egyesült Királyság Grand Slam £44,700,000 – Fű 128E/128Q/64P/32X egyéni – páros – vegyes páros | Hszie Su-vej Barbora Strýcová 7–5, 6–4             | Elise Mertens Storm Hunter           | Elina Szvitolina Arina Szabalenka   | Iga Świątek Jessica Pegula Jelena Ribakina Madison Keys                  |
| Július 3 Július 10 | Wimbledoni teniszbajnokság London, Egyesült Királyság Grand Slam £44,700,000 – Fű 128E/128Q/64P/32X egyéni – páros – vegyes páros | Ljudmila Kicsenok Mate Pavić 6–4, 6–7(9), 6–3      | Hszü Ji-fan Joran Vliegen            | Elina Szvitolina Arina Szabalenka   | Iga Świątek Jessica Pegula Jelena Ribakina Madison Keys                  |
| Július 17          | Budapest Grand Prix Budapest, Magyarország WTA 250 259,303$ – Salak – 32E/24Q/16P                                                 | Marija Tyimofejeva 6–3, 3–6, 6–0                   | Katerina Baindl                      | Nadia Podoroska Claire Liu          | Kaja Juvan Elina Avaneszjan Anna Karolína Schmiedlová Stollár Fanny      |
| Július 17          | Budapest Grand Prix Budapest, Magyarország WTA 250 259,303$ – Salak – 32E/24Q/16P                                                 | Katarzyna Piter Stollár Fanny 6–2, 4–6, [10–4]     | Jessie Aney Anna Sisková             | Nadia Podoroska Claire Liu          | Kaja Juvan Elina Avaneszjan Anna Karolína Schmiedlová Stollár Fanny      |
| Július 17          | Palermo International Palermo, Olaszország WTA 250 259,303$ – Salak – 32E/24Q/16P                                                 | Cseng Csin-ven 6–4, 1–6, 6–1                       | Jasmine Paolini                      | Sara Sorribes Tormo Mayar Sherif    | Darja Kaszatkina Clara Burel Camila Osorio Emma Navarro                  |
| Július 17          | Palermo International Palermo, Olaszország WTA 250 259,303$ – Salak – 32E/24Q/16P                                                 | Jana Szizikova Kimberley Zimmermann 6–2, 6–4       | Angelica Moratelli Camilla Rosatello | Sara Sorribes Tormo Mayar Sherif    | Darja Kaszatkina Clara Burel Camila Osorio Emma Navarro                  |
| Július 24          | Hamburg European Open Hamburg, Németország WTA 250 259,303$ – Salak – 32E/24Q/16P                                                 | Arantxa Rus 6–0, 7–6(3)                            | Noma Noha Akugue                     | Gyiana Snajgyer Daria Saville       | Martina Trevisan Bernarda Pera Jule Niemeier Eva Lys                     |
| Július 24          | Hamburg European Open Hamburg, Németország WTA 250 259,303$ – Salak – 32E/24Q/16P                                                 | Anna Danilina Alekszandra Panova 6–4, 6–2          | Miriam Kolodziejová Angela Kulikov   | Gyiana Snajgyer Daria Saville       | Martina Trevisan Bernarda Pera Jule Niemeier Eva Lys                     |
| Július 24          | Poland Open Varsó, Lengyelország WTA 250 259,303$ – Salak – 32E/24Q/16P                                                           | Iga Świątek 6–0, 6–1                               | Laura Siegemund                      | Yanina Wickmayer Tatjana Maria      | Linda Nosková Heather Watson Lucrezia Stefanini Rebecca Šramková         |
| Július 24          | Poland Open Varsó, Lengyelország WTA 250 259,303$ – Salak – 32E/24Q/16P                                                           | Heather Watson Yanina Wickmayer 6–4, 6–4           | Weronika Falkowska Katarzyna Piter   | Yanina Wickmayer Tatjana Maria      | Linda Nosková Heather Watson Lucrezia Stefanini Rebecca Šramková         |
| Július 24          | Swiss Open Lausanne, Svájc WTA 250 259,303$ – Salak – 32E/24Q/16P                                                                 | Elisabetta Cocciaretto 7–5, 4–6, 6–4               | Clara Burel                          | Diane Parry Bondár Anna             | Alizé Cornet Ana Bogdan Tamara Zidanšek Elina Avaneszjan                 |
| Július 24          | Swiss Open Lausanne, Svájc WTA 250 259,303$ – Salak – 32E/24Q/16P                                                                 | Bondár Anna Diane Parry 6–2, 6–1                   | Amina Ansba Anastasia Dețiuc         | Diane Parry Bondár Anna             | Alizé Cornet Ana Bogdan Tamara Zidanšek Elina Avaneszjan                 |
| Július 31          | Washington Open Washington, Amerikai Egyesült Államok WTA 500 $ – Kemény – 28E/24Q/16P                                            | Cori Gauff 6–2, 6–3                                | María Szákari                        | Jessica Pegula Ljudmila Szamszonova | Elina Szvitolina Madison Keys Belinda Bencic Marta Kosztyuk              |
| Július 31          | Washington Open Washington, Amerikai Egyesült Államok WTA 500 $ – Kemény – 28E/24Q/16P                                            | Laura Siegemund Vera Zvonarjova 6–4, 6–4           | Alexa Guarachi Monica Niculescu      | Jessica Pegula Ljudmila Szamszonova | Elina Szvitolina Madison Keys Belinda Bencic Marta Kosztyuk              |
| Július 31          | Prague Open Prága, Csehország WTA 250 $ – Kemény – 32E/16Q/16P                                                                    | Hibino Nao 6–4, 6–1                                | Linda Nosková                        | Jaqueline Cristian Tamara Korpatsch | Katerina Baindl Tereza Martincová Anna Karolína Schmiedlová Alizé Cornet |
| Július 31          | Prague Open Prága, Csehország WTA 250 $ – Kemény – 32E/16Q/16P                                                                    | Hibino Nao Okszana Kalasnikova 6–7(7), 7–5, [10–3] | Quinn Gleason Elixane Lechemia       | Jaqueline Cristian Tamara Korpatsch | Katerina Baindl Tereza Martincová Anna Karolína Schmiedlová Alizé Cornet |

### Augusztus
| Kezdés                    | Torna | Győztesek                                        | Ellenfelek a döntőben                | Elődöntősök                   | Negyeddöntősök                                                     |
| ------------------------- | --- | ------------------------------------------------ | ------------------------------------ | ----------------------------- | ------------------------------------------------------------------ |
| Augusztus 7               | Canadian Open Montréal, Kanada WTA 1000 (nem kötelező) Kemény – $2,788,468 – 56E/32Q/28P                 | Jessica Pegula 6–1, 6–0                          | Ljudmila Szamszonova                 | Iga Świątek Jelena Ribakina   | Danielle Collins Cori Gauff Darja Kaszatkina Belinda Bencic        |
| Augusztus 7               | Canadian Open Montréal, Kanada WTA 1000 (nem kötelező) Kemény – $2,788,468 – 56E/32Q/28P                 | Aojama Súko Sibahara Ena 6–4, 4–6, [13–11]       | Desirae Krawczyk Demi Schuurs        | Iga Świątek Jelena Ribakina   | Danielle Collins Cori Gauff Darja Kaszatkina Belinda Bencic        |
| Augusztus 14              | Cincinnati Open Mason, Egyesült Államok WTA 1000 (nem kötelező) Kemény – $2,788,468 – 56E/32Q/28P        | Cori Gauff 6–3, 6–4                              | Karolína Muchová                     | Iga Świątek Arina Szabalenka  | Markéta Vondroušová Jasmine Paolini Marie Bouzková Unsz Dzsábir    |
| Augusztus 14              | Cincinnati Open Mason, Egyesült Államok WTA 1000 (nem kötelező) Kemény – $2,788,468 – 56E/32Q/28P        | Alycia Parks Taylor Townsend 6–7(1), 6–4, [10–6] | Nicole Melichar-Martinez Ellen Perez | Iga Świątek Arina Szabalenka  | Markéta Vondroušová Jasmine Paolini Marie Bouzková Unsz Dzsábir    |
| Augusztus 21              | Tennis in the Land Cleveland, Egyesült Államok WTA 250 Kemény – $271,363 – 32E/24Q/16P                   | Sara Sorribes Tormo 3–6, 6–4, 6–4                | Jekatyerina Alekszandrova            | Csu Lin Tatjana Maria         | Caroline Garcia Vang Hszin-jü Sloane Stephens Leylah Fernandez     |
| Augusztus 21              | Tennis in the Land Cleveland, Egyesült Államok WTA 250 Kemény – $271,363 – 32E/24Q/16P                   | Kato Miju Aldila Sutjiadi 6–4, 6–7(4), [10–8]    | Nicole Melichar-Martinez Ellen Perez | Csu Lin Tatjana Maria         | Caroline Garcia Vang Hszin-jü Sloane Stephens Leylah Fernandez     |
| Augusztus 28 Szeptember 4 | US Open New York, Egyesült Államok Grand Slam Kemény – $ 128E/128Q/64P/32X Egyéni – Páros – Vegyes páros | Cori Gauff 2–6, 6–3, 6–2                         | Arina Szabalenka                     | Karolína Muchová Madison Keys | Jeļena Ostapenko Sorana Cîrstea Markéta Vondroušová Cseng Csin-ven |
| Augusztus 28 Szeptember 4 | US Open New York, Egyesült Államok Grand Slam Kemény – $ 128E/128Q/64P/32X Egyéni – Páros – Vegyes páros | Gabriela Dabrowski Erin Routliffe 7–6(9), 6–3    | Laura Siegemund Vera Zvonarjova      | Karolína Muchová Madison Keys | Jeļena Ostapenko Sorana Cîrstea Markéta Vondroušová Cseng Csin-ven |
| Augusztus 28 Szeptember 4 | US Open New York, Egyesült Államok Grand Slam Kemény – $ 128E/128Q/64P/32X Egyéni – Páros – Vegyes páros | Anna Danilina Harri Heliövaara 6–3, 6–4          | Jessica Pegula Austin Krajicek       | Karolína Muchová Madison Keys | Jeļena Ostapenko Sorana Cîrstea Markéta Vondroušová Cseng Csin-ven |

### Szeptember
| Kezdés        | Torna                                                                                          | Győztesek                                        | Ellenfelek a döntőben              | Elődöntősök                               | Negyeddöntősök                                                          |
| ------------- | ---------------------------------------------------------------------------------------------- | ------------------------------------------------ | ---------------------------------- | ----------------------------------------- | ----------------------------------------------------------------------- |
| Szeptember 11 | San Diego Open San Diego, Egyesült Államok WTA 500 Kemény – $780,637 – 28E/24Q/16P             | Barbora Krejčíková 6–4, 2–6, 6–4                 | Sofia Kenin                        | Emma Navarro Danielle Collins             | Anasztaszija Potapova María Szákari Beatriz Haddad Maia Caroline Garcia |
| Szeptember 11 | San Diego Open San Diego, Egyesült Államok WTA 500 Kemény – $780,637 – 28E/24Q/16P             | Barbora Krejčíková Kateřina Siniaková 6–1, 6–4   | Danielle Collins Coco Vandeweghe   | Emma Navarro Danielle Collins             | Anasztaszija Potapova María Szákari Beatriz Haddad Maia Caroline Garcia |
| Szeptember 11 | Japan Women’s Open Oszaka, Japán WTA 250 Kemény – $259,303 – 32E/24Q/16P                       | Ashlyn Krueger 6–3, 7–6(6)                       | Csu Lin                            | Vang Hszin-jü Hontama Mai                 | Elizabeth Mandlik Julija Putyinceva Anna Kalinszkaja Arianne Hartono    |
| Szeptember 11 | Japan Women’s Open Oszaka, Japán WTA 250 Kemény – $259,303 – 32E/24Q/16P                       | Anna-Lena Friedsam Nagyija Kicsenok 7–6(3), 6–3  | Anna Kalinszkaja Julija Putyinceva | Vang Hszin-jü Hontama Mai                 | Elizabeth Mandlik Julija Putyinceva Anna Kalinszkaja Arianne Hartono    |
| Szeptember 18 | Guadalajara Open Guadalajara, Mexikó WTA 1000 (nem kötelező) Kemény – $2,580,000 – 56E/32Q/28P | María Szákari 7–5, 6–3                           | Caroline Dolehide                  | Sofia Kenin Caroline Garcia               | Martina Trevisan Leylah Fernandez Viktorija Azaranka Emiliana Arango    |
| Szeptember 18 | Guadalajara Open Guadalajara, Mexikó WTA 1000 (nem kötelező) Kemény – $2,580,000 – 56E/32Q/28P | Storm Hunter Elise Mertens 3–6, 6–2, [10–4]      | Gabriela Dabrowski Erin Routliffe  | Sofia Kenin Caroline Garcia               | Martina Trevisan Leylah Fernandez Viktorija Azaranka Emiliana Arango    |
| Szeptember 18 | Guangzhou Open Kanton, Kína WTA 250 Kemény – $259,303 – 32E/24Q/16P                            | Vang Hszi-jü 6–0, 6–2                            | Magda Linette                      | Julija Putyinceva Greet Minnen            | Rebeka Masarova Tatjana Maria Lucia Bronzetti Viktória Hrunčáková       |
| Szeptember 18 | Guangzhou Open Kanton, Kína WTA 250 Kemény – $259,303 – 32E/24Q/16P                            | Kuo Han-jü Csiang Hszin-jü 6–3, 7–6(4)           | Hozumi Eri Ninomija Makoto         | Julija Putyinceva Greet Minnen            | Rebeka Masarova Tatjana Maria Lucia Bronzetti Viktória Hrunčáková       |
| Szeptember 25 | Pan Pacific Open Tokió, Japán WTA 500 Kemény – $780,637 – 28E/24Q/16P                          | Veronyika Kugyermetova 7–5, 6–1                  | Jessica Pegula                     | Anasztaszija Pavljucsenkova María Szákari | Iga Świątek Jekatyerina Alekszandrova Caroline Garcia Darja Kaszatkina  |
| Szeptember 25 | Pan Pacific Open Tokió, Japán WTA 500 Kemény – $780,637 – 28E/24Q/16P                          | Ulrikke Eikeri Ingrid Neel 3–6, 7–5, [10–5]      | Hozumi Eri Ninomija Makoto         | Anasztaszija Pavljucsenkova María Szákari | Iga Świątek Jekatyerina Alekszandrova Caroline Garcia Darja Kaszatkina  |
| Szeptember 25 | Ningbo Open Ningpo, Kína WTA 250 Kemény – $259,303 – 32E/24Q/16P                               | Unsz Dzsábir 6–2, 6–1                            | Gyiana Snajgyer                    | Nadia Podoroska Linda Fruhvirtová         | Vera Zvonarjova Kateřina Siniaková Lucia Bronzetti Petra Kvitová        |
| Szeptember 25 | Ningbo Open Ningpo, Kína WTA 250 Kemény – $259,303 – 32E/24Q/16P                               | Laura Siegemund Vera Zvonarjova 4–6, 6–3, [10–5] | Kuo Han-jü Csiang Hszin-jü         | Nadia Podoroska Linda Fruhvirtová         | Vera Zvonarjova Kateřina Siniaková Lucia Bronzetti Petra Kvitová        |

### Október
| Kezdés     | Torna                                                                            | Győztesek                                           | Ellenfelek a döntőben                        | Elődöntősök                      | Negyeddöntősök |
| ---------- | -------------------------------------------------------------------------------- | --------------------------------------------------- | -------------------------------------------- | -------------------------------- | --- |
| Október 2  | China Open Peking, Kína WTA 1000 (kötelező) Kemény – $8,127,389 – 64E/32Q/28P    | Iga Świątek 6–2, 6–2                                | Ljudmila Szamszonova                         | Jelena Ribakina Cori Gauff       | Arina Szabalenka Jeļena Ostapenko María Szákari Caroline Garcia                                                                                              |
| Október 2  | China Open Peking, Kína WTA 1000 (kötelező) Kemény – $8,127,389 – 64E/32Q/28P    | Marie Bouzková Sara Sorribes Tormo 3–6, 6–0, [10–4] | Csan Hao-csing Giuliana Olmos                | Jelena Ribakina Cori Gauff       | Arina Szabalenka Jeļena Ostapenko María Szákari Caroline Garcia                                                                                              |
| Október 9  | Zhengzhou Open Csengcsou, Kína WTA 500 Kemény – $780,637 – 28E/24Q/16P           | Cseng Csin-ven 2–6, 6–2, 6–4                        | Barbora Krejčíková                           | Darja Kaszatkina Jasmine Paolini | Leszja Curenko Unsz Dzsábir Anhelina Kalinyina Laura Siegemund                                                                                               |
| Október 9  | Zhengzhou Open Csengcsou, Kína WTA 500 Kemény – $780,637 – 28E/24Q/16P           | Gabriela Dabrowski Erin Routliffe 6–2, 6–4          | Aojama Súko Sibahara Ena                     | Darja Kaszatkina Jasmine Paolini | Leszja Curenko Unsz Dzsábir Anhelina Kalinyina Laura Siegemund                                                                                               |
| Október 9  | Hong Kong Open Hongkong, Kína WTA 250 Kemény – $259,303 – 32E/24Q/16P            | Leylah Fernandez 3–6, 6–4, 6–4                      | Kateřina Siniaková                           | Anna Blinkova Martina Trevisan   | Linda Fruhvirtová Sara Sorribes Tormo Elise Mertens Anasztaszija Pavljucsenkova                                                                              |
| Október 9  | Hong Kong Open Hongkong, Kína WTA 250 Kemény – $259,303 – 32E/24Q/16P            | Tang Csien-huj Tsao Chia-yi 7–5, 1–6, [11–9]        | Okszana Kalasnikova Aljakszandra Szasznovics | Anna Blinkova Martina Trevisan   | Linda Fruhvirtová Sara Sorribes Tormo Elise Mertens Anasztaszija Pavljucsenkova                                                                              |
| Október 9  | Korea Open Szöul, Dél-Korea WTA 250 Kemény – $259,303 – 32E/24Q/16P              | Jessica Pegula 6–2, 6–3                             | Jüan Jüe                                     | Yanina Wickmayer Emina Bektas    | Claire Liu Polina Kugyermetova Marie Bouzková Kimberly Birrell                                                                                               |
| Október 9  | Korea Open Szöul, Dél-Korea WTA 250 Kemény – $259,303 – 32E/24Q/16P              | Marie Bouzková Bethanie Mattek-Sands 6–2, 6–1       | Luksika Kumkhum Peangtarn Plipuech           | Yanina Wickmayer Emina Bektas    | Claire Liu Polina Kugyermetova Marie Bouzková Kimberly Birrell                                                                                               |
| Október 16 | Jiangxi Open Nancsang, Kína WTA 250 Kemény – $259,303 – 32E/24Q/16P              | Kateřina Siniaková 1–6, 7–6(5), 7–6(4)              | Marie Bouzková                               | Gyiana Snajgyer Leylah Fernandez | Hibino Nao Camila Osorio Laura Siegemund Aljakszandra Szasznovics                                                                                            |
| Október 16 | Jiangxi Open Nancsang, Kína WTA 250 Kemény – $259,303 – 32E/24Q/16P              | Laura Siegemund Vera Zvonarjova 6–4, 6–2            | Hozumi Eri Ninomija Makoto                   | Gyiana Snajgyer Leylah Fernandez | Hibino Nao Camila Osorio Laura Siegemund Aljakszandra Szasznovics                                                                                            |
| Október 16 | Transylvania Open Kolozsvár, Románia WTA 250 Kemény (f) – $259,303 – 32E/24Q/16P | Tamara Korpatsch 6–3, 6–4                           | Elena-Gabriela Ruse                          | Eva Lys Rebeka Masarova          | Jekatyerina Makarova Darija Sznyihur Ana Bogdan Emiliana Arango                                                                                              |
| Október 16 | Transylvania Open Kolozsvár, Románia WTA 250 Kemény (f) – $259,303 – 32E/24Q/16P | Jodie Burrage Jil Teichmann 6–1, 6–4                | Léolia Jeanjean Valerija Sztrahova           | Eva Lys Rebeka Masarova          | Jekatyerina Makarova Darija Sznyihur Ana Bogdan Emiliana Arango                                                                                              |
| Október 16 | Jasmin Open Monasztir, Tunézia WTA 250 Kemény – $259,303 – 32E/24Q/16P           | Elise Mertens 6–3, 6–0                              | Jasmine Paolini                              | Leszja Curenko Clara Burel       | Lucia Bronzetti Nuria Párrizas Díaz Lucrezia Stefanini Hontama Mai                                                                                           |
| Október 16 | Jasmin Open Monasztir, Tunézia WTA 250 Kemény – $259,303 – 32E/24Q/16P           | Sara Errani Jasmine Paolini 2–6, 7–6(4), [10–6]     | Hontama Mai Natalija Stevanović              | Leszja Curenko Clara Burel       | Lucia Bronzetti Nuria Párrizas Díaz Lucrezia Stefanini Hontama Mai                                                                                           |
| Október 23 | WTA Elite Trophy Csuhaj, Kína Kemény – $2,419,844 – 12E/8P Egyéni – Páros        | Beatriz Haddad Maia 7–6(11), 7–6(4)                 | Cseng Csin-ven                               | Darja Kaszatkina Csu Lin         | Körmérkőzéses szakasz Barbora Krejčíková Magda Linette Caroline Garcia Madison Keys Jeļena Ostapenko Donna Vekić Ljudmila Szamszonova Veronyika Kugyermetova |
| Október 23 | WTA Elite Trophy Csuhaj, Kína Kemény – $2,419,844 – 12E/8P Egyéni – Páros        | Beatriz Haddad Maia Veronyika Kugyermetova 6–3, 6–3 | Kato Miju Aldila Sutjiadi                    | Darja Kaszatkina Csu Lin         | Körmérkőzéses szakasz Barbora Krejčíková Magda Linette Caroline Garcia Madison Keys Jeļena Ostapenko Donna Vekić Ljudmila Szamszonova Veronyika Kugyermetova |
| Október 30 | WTA Finals Év végi világbajnokság Kemény – 9 000 000$ – 8S/8D Egyéni – Páros     | Iga Świątek 6–1, 6–0                                | Jessica Pegula                               | Cori Gauff Arina Szabalenka      | Körmérkőzéses szakasz María Szákari Jelena Ribakina Markéta Vondroušová Unsz Dzsábir                                                                         |
| Október 30 | WTA Finals Év végi világbajnokság Kemény – 9 000 000$ – 8S/8D Egyéni – Páros     | Laura Siegemund Vera Zvonarjova 6–4, 6–4            | Nicole Melichar-Martinez Ellen Perez         | Cori Gauff Arina Szabalenka      | Körmérkőzéses szakasz María Szákari Jelena Ribakina Markéta Vondroušová Unsz Dzsábir                                                                         |

### November
| Kezdés     | Torna                                                          | Győztesek    | Ellenfelek a döntőben | Elődöntősök            | Körmérkőzéses szakasz |
| ---------- | -------------------------------------------------------------- | ------------ | --------------------- | ---------------------- | --- |
| November 7 | Billie Jean King-kupa-finálé Sevilla (Spanyolország) 12 csapat | Kanada · 2–0 | Olaszország           | Szlovénia · Csehország | Amerikai Egyesült Államok · Svájc · Kazahsztán · Ausztrália · Spanyolország · Lengyelország · Franciaország · Németország |

## Statisztika
Az alábbi táblázat az egyéniben (E), párosban (P) és vegyes párosban (V) elért győzelmek számát mutatja játékosonként, illetve országonként. Az oszlopokban a feltüntetett színekkel vannak elkülönítve egymástól a Grand Slam-tornák, az év végi bajnokságok (WTA Finals világbajnokság és a WTA Elite Trophy torna), a WTA1000 (kötelező és nem kötelező) tornák, valamint a WTA500 és a WTA250 tornák.
A játékosok/országok sorrendjét a következők határozzák meg: 1. győzelmek száma (azonos nemzetbeliek által megszerzett páros győzelem csak egyszer számít); 2. a torna rangja (a táblázat oszlopai szerinti sorrendben); 3. a versenyszám (egyéni – páros – vegyes páros); 4. ábécésorrend.
| Grand Slam tornák             |
| Év végi bajnokságok           |
| WTA 1000 (kötelező torna)     |
| WTA 1000 (nem kötelező torna) |
| WTA 500                       |
| WTA 250                       |

### Győzelmek játékosonként
| Össz | Játékos                          | Grand Slam | Grand Slam | Grand Slam | Év végi bajnokságok | Év végi bajnokságok | WTA1000 (kötelező) | WTA1000 (kötelező) | WTA1000 (nem kötelező) | WTA1000 (nem kötelező) | WTA500 | WTA500 | WTA250 | WTA250 | Összesen | Összesen | Összesen |
| Össz | Játékos                          | E          | P          | V          | E                   | P                   | E                  | P                  | E                      | P                      | E      | P      | E      | P      | E        | P        | V        |
| ---- | -------------------------------- | ---------- | ---------- | ---------- | ------------------- | ------------------- | ------------------ | ------------------ | ---------------------- | ---------------------- | ------ | ------ | ------ | ------ | -------- | -------- | -------- |
| 6    | Iga Świątek (POL)                | ●          |            |            | ●                   |                     | ●                  |                    |                        |                        | ●      |        | ●      |        | 6        | 0        | 0        |
| 6    | Cori Gauff (USA)                 | ●          |            |            |                     |                     |                    | ●                  | ●                      |                        | ●      | ●      | ●      |        | 4        | 2        | 0        |
| 6    | Barbora Krejčíková (CZE)         |            | ●          |            |                     |                     |                    | ●                  | ●                      |                        | ●      | ●      |        | ●      | 2        | 4        | 0        |
| 5    | Kateřina Siniaková (CZE)         |            | ●          |            |                     |                     |                    | ●                  |                        |                        |        | ●      | ●      |        | 2        | 3        | 0        |
| 5    | Laura Siegemund (GER)            |            |            |            |                     | ●                   |                    |                    |                        |                        |        | ●      |        | ●      | 0        | 5        | 0        |
| 4    | Luisa Stefani (BRA)              |            |            | ●          |                     |                     |                    |                    |                        |                        |        | ●      |        |        | 0        | 3        | 1        |
| 4    | Vera Zvonarjova                  |            |            |            |                     | ●                   |                    |                    |                        |                        |        | ●      |        | ●      | 0        | 4        | 0        |
| 4    | Jessica Pegula (USA)             |            |            |            |                     |                     |                    | ●                  | ●                      |                        |        | ●      | ●      |        | 2        | 2        | 0        |
| 3    | Arina Szabalenka                 | ●          |            |            |                     |                     | ●                  |                    |                        |                        | ●      |        |        |        | 3        | 0        | 0        |
| 3    | Erin Routliffe (NZL)             |            | ●          |            |                     |                     |                    |                    |                        |                        |        | ●      |        | ●      | 0        | 3        | 0        |
| 3    | Kato Miju (JPN)                  |            |            | ●          |                     |                     |                    |                    |                        |                        |        |        |        | ●      | 0        | 2        | 1        |
| 3    | Beatriz Haddad Maia (BRA)        |            |            |            | ●                   | ●                   |                    | ●                  |                        |                        |        |        |        |        | 1        | 2        | 0        |
| 3    | Veronyika Kugyermetova           |            |            |            |                     | ●                   |                    |                    |                        | ●                      | ●      |        |        |        | 1        | 2        | 0        |
| 3    | Elise Mertens (BEL)              |            |            |            |                     |                     |                    | ●                  |                        | ●                      |        |        | ●      |        | 1        | 2        | 0        |
| 3    | Taylor Townsend (USA)            |            |            |            |                     |                     |                    |                    |                        | ●                      |        | ●      |        |        | 0        | 3        | 0        |
| 3    | Desirae Krawczyk (USA)           |            |            |            |                     |                     |                    |                    |                        |                        |        | ●      |        |        | 0        | 3        | 0        |
| 3    | Aldila Sutjiadi (INA)            |            |            |            |                     |                     |                    |                    |                        |                        |        |        |        | ●      | 0        | 3        | 0        |
| 2    | Hszie Su-vej (TPE)               |            | ●          |            |                     |                     |                    |                    |                        |                        |        |        |        |        | 0        | 2        | 0        |
| 2    | Gabriela Dabrowski (CAN)         |            | ●          |            |                     |                     |                    |                    |                        |                        |        | ●      |        |        | 0        | 2        | 0        |
| 2    | Anna Danilina (KAZ)              |            |            | ●          |                     |                     |                    |                    |                        |                        |        |        |        | ●      | 0        | 1        | 1        |
| 2    | Jelena Ribakina (KAZ)            |            |            |            |                     |                     | ●                  |                    |                        |                        |        |        |        |        | 2        | 0        | 0        |
| 2    | Petra Kvitová (CZE)              |            |            |            |                     |                     | ●                  |                    |                        |                        | ●      |        |        |        | 2        | 0        | 0        |
| 2    | Storm Hunter (AUS)               |            |            |            |                     |                     |                    | ●                  |                        | ●                      |        |        |        |        | 0        | 2        | 0        |
| 2    | Sara Sorribes Tormo (ESP)        |            |            |            |                     |                     |                    | ●                  |                        |                        |        |        | ●      |        | 1        | 1        | 0        |
| 2    | Marie Bouzková (CZE)             |            |            |            |                     |                     |                    | ●                  |                        |                        |        |        |        | ●      | 0        | 2        | 0        |
| 2    | Alycia Parks (USA)               |            |            |            |                     |                     |                    |                    |                        | ●                      |        |        | ●      |        | 1        | 1        | 0        |
| 2    | Aojama Súko (JPN)                |            |            |            |                     |                     |                    |                    |                        | ●                      |        |        |        | ●      | 0        | 2        | 0        |
| 2    | Sibahara Ena (JPN)               |            |            |            |                     |                     |                    |                    |                        | ●                      |        |        |        | ●      | 0        | 2        | 0        |
| 2    | Belinda Bencic (SUI)             |            |            |            |                     |                     |                    |                    |                        |                        | ●      |        |        |        | 2        | 0        | 0        |
| 2    | Cseng Csin-ven (CHN)             |            |            |            |                     |                     |                    |                    |                        |                        | ●      |        | ●      |        | 2        | 0        | 0        |
| 2    | Unsz Dzsábir (TUN)               |            |            |            |                     |                     |                    |                    |                        |                        | ●      |        | ●      |        | 2        | 0        | 0        |
| 2    | Demi Schuurs (NED)               |            |            |            |                     |                     |                    |                    |                        |                        |        | ●      |        |        | 0        | 2        | 0        |
| 2    | Ulrikke Eikeri (NOR)             |            |            |            |                     |                     |                    |                    |                        |                        |        | ●      |        | ●      | 0        | 2        | 0        |
| 2    | Ingrid Neel (EST)                |            |            |            |                     |                     |                    |                    |                        |                        |        | ●      |        | ●      | 0        | 2        | 0        |
| 2    | Hibino Nao (JPN)                 |            |            |            |                     |                     |                    |                    |                        |                        |        |        | ●      | ●      | 1        | 1        | 0        |
| 2    | Marta Kosztyuk (UKR)             |            |            |            |                     |                     |                    |                    |                        |                        |        |        | ●      | ●      | 1        | 1        | 0        |
| 2    | Diane Parry (FRA)                |            |            |            |                     |                     |                    |                    |                        |                        |        |        |        | ●      | 0        | 2        | 0        |
| 2    | Jana Szizikova                   |            |            |            |                     |                     |                    |                    |                        |                        |        |        |        | ●      | 0        | 2        | 0        |
| 1    | Markéta Vondroušová (CZE)        | ●          |            |            |                     |                     |                    |                    |                        |                        |        |        |        |        | 1        | 0        | 0        |
| 1    | Barbora Strýcová (CZE)           |            | ●          |            |                     |                     |                    |                    |                        |                        |        |        |        |        | 0        | 1        | 0        |
| 1    | Vang Hszin-jü (CHN)              |            | ●          |            |                     |                     |                    |                    |                        |                        |        |        |        |        | 0        | 1        | 0        |
| 1    | Ljudmila Kicsenok (UKR)          |            |            | ●          |                     |                     |                    |                    |                        |                        |        |        |        |        | 0        | 0        | 1        |
| 1    | Viktorija Azaranka               |            |            |            |                     |                     |                    | ●                  |                        |                        |        |        |        |        | 0        | 1        | 0        |
| 1    | María Szákari (GRE)              |            |            |            |                     |                     |                    |                    | ●                      |                        |        |        |        |        | 1        | 0        | 0        |
| 1    | Ljudmila Szamszonova             |            |            |            |                     |                     |                    |                    |                        | ●                      |        |        |        |        | 0        | 1        | 0        |
| 1    | Madison Keys (USA)               |            |            |            |                     |                     |                    |                    |                        |                        | ●      |        |        |        | 1        | 0        | 0        |
| 1    | Danielle Collins (USA)           |            |            |            |                     |                     |                    |                    |                        |                        |        | ●      |        |        | 0        | 1        | 0        |
| 1    | Caroline Garcia (FRA)            |            |            |            |                     |                     |                    |                    |                        |                        |        | ●      |        |        | 0        | 1        | 0        |
| 1    | Asia Muhammad (USA)              |            |            |            |                     |                     |                    |                    |                        |                        |        | ●      |        |        | 0        | 1        | 0        |
| 1    | Csang Suaj (CHN)                 |            |            |            |                     |                     |                    |                    |                        |                        |        | ●      |        |        | 0        | 1        | 0        |
| 1    | Jekatyerina Alekszandrova        |            |            |            |                     |                     |                    |                    |                        |                        |        |        | ●      |        | 1        | 0        | 0        |
| 1    | Katie Boulter (GBR)              |            |            |            |                     |                     |                    |                    |                        |                        |        |        | ●      |        | 1        | 0        | 0        |
| 1    | Lucia Bronzetti (ITA)            |            |            |            |                     |                     |                    |                    |                        |                        |        |        | ●      |        | 1        | 0        | 0        |
| 1    | Elisabetta Cocciaretto (ITA)     |            |            |            |                     |                     |                    |                    |                        |                        |        |        | ●      |        | 1        | 0        | 0        |
| 1    | Lauren Davis (USA)               |            |            |            |                     |                     |                    |                    |                        |                        |        |        | ●      |        | 1        | 0        | 0        |
| 1    | Leylah Fernandez (CAN)           |            |            |            |                     |                     |                    |                    |                        |                        |        |        | ●      |        | 1        | 0        | 0        |
| 1    | Camila Giorgi (ITA)              |            |            |            |                     |                     |                    |                    |                        |                        |        |        | ●      |        | 1        | 0        | 0        |
| 1    | Tamara Korpatsch (GER)           |            |            |            |                     |                     |                    |                    |                        |                        |        |        | ●      |        | 1        | 0        | 0        |
| 1    | Ashlyn Krueger (USA)             |            |            |            |                     |                     |                    |                    |                        |                        |        |        | ●      |        | 1        | 0        | 0        |
| 1    | Csu Lin (CHN)                    |            |            |            |                     |                     |                    |                    |                        |                        |        |        | ●      |        | 1        | 0        | 0        |
| 1    | Tatjana Maria (GER)              |            |            |            |                     |                     |                    |                    |                        |                        |        |        | ●      |        | 1        | 0        | 0        |
| 1    | Jeļena Ostapenko (LAT)           |            |            |            |                     |                     |                    |                    |                        |                        |        |        | ●      |        | 1        | 0        | 0        |
| 1    | Anasztaszija Potapova            |            |            |            |                     |                     |                    |                    |                        |                        |        |        | ●      |        | 1        | 0        | 0        |
| 1    | Arantxa Rus (NED)                |            |            |            |                     |                     |                    |                    |                        |                        |        |        | ●      |        | 1        | 0        | 0        |
| 1    | Elina Szvitolina (UKR)           |            |            |            |                     |                     |                    |                    |                        |                        |        |        | ●      |        | 1        | 0        | 0        |
| 1    | Marija Tyimofejeva               |            |            |            |                     |                     |                    |                    |                        |                        |        |        | ●      |        | 1        | 0        | 0        |
| 1    | Donna Vekić (CRO)                |            |            |            |                     |                     |                    |                    |                        |                        |        |        | ●      |        | 1        | 0        | 0        |
| 1    | Vang Hszi-jü (CHN)               |            |            |            |                     |                     |                    |                    |                        |                        |        |        | ●      |        | 1        | 0        | 0        |
| 1    | Csu Lin (CHN)                    |            |            |            |                     |                     |                    |                    |                        |                        |        |        | ●      |        | 1        | 0        | 0        |
| 1    | Kirsten Flipkens (BEL)           |            |            |            |                     |                     |                    |                    |                        |                        |        |        |        | ●      | 0        | 1        | 0        |
| 1    | Anna-Lena Friedsam (GER)         |            |            |            |                     |                     |                    |                    |                        |                        |        |        |        | ●      | 0        | 1        | 0        |
| 1    | Ingrid Gamarra Martins (BRA)     |            |            |            |                     |                     |                    |                    |                        |                        |        |        |        | ●      | 0        | 1        | 0        |
| 1    | Kuo Han-jü (CHN)                 |            |            |            |                     |                     |                    |                    |                        |                        |        |        |        | ●      | 0        | 1        | 0        |
| 1    | Viktória Hrunčáková (SVK)        |            |            |            |                     |                     |                    |                    |                        |                        |        |        |        | ●      | 0        | 1        | 0        |
| 1    | Csiang Hszin-jü (CHN)            |            |            |            |                     |                     |                    |                    |                        |                        |        |        |        | ●      | 0        | 1        | 0        |
| 1    | Okszana Kalasnikova (KAZ)        |            |            |            |                     |                     |                    |                    |                        |                        |        |        |        | ●      | 0        | 1        | 0        |
| 1    | Bondár Anna (HUN)                |            |            |            |                     |                     |                    |                    |                        |                        |        |        |        | ●      | 0        | 1        | 0        |
| 1    | Cristina Bucșa (ESP)             |            |            |            |                     |                     |                    |                    |                        |                        |        |        |        | ●      | 0        | 1        | 0        |
| 1    | Jodie Burrage (GBR)              |            |            |            |                     |                     |                    |                    |                        |                        |        |        |        | ●      | 0        | 1        | 0        |
| 1    | Csan Hao-csing (TPE)             |            |            |            |                     |                     |                    |                    |                        |                        |        |        |        | ●      | 0        | 1        | 0        |
| 1    | Natyela Dzalamidze (GEO)         |            |            |            |                     |                     |                    |                    |                        |                        |        |        |        | ●      | 0        | 1        | 0        |
| 1    | Sara Errani (ITA)                |            |            |            |                     |                     |                    |                    |                        |                        |        |        |        | ●      | 0        | 1        | 0        |
| 1    | Irina Hromacsova                 |            |            |            |                     |                     |                    |                    |                        |                        |        |        |        | ●      | 0        | 1        | 0        |
| 1    | Nagyija Kicsenok (UKR)           |            |            |            |                     |                     |                    |                    |                        |                        |        |        |        | ●      | 0        | 1        | 0        |
| 1    | Yuliana Lizarazo (COL)           |            |            |            |                     |                     |                    |                    |                        |                        |        |        |        | ●      | 0        | 1        | 0        |
| 1    | Lidzija Marozava                 |            |            |            |                     |                     |                    |                    |                        |                        |        |        |        | ●      | 0        | 1        | 0        |
| 1    | Bethanie Mattek-Sands (USA)      |            |            |            |                     |                     |                    |                    |                        |                        |        |        |        | ●      | 0        | 1        | 0        |
| 1    | Catherine McNally (USA)          |            |            |            |                     |                     |                    |                    |                        |                        |        |        |        | ●      | 0        | 1        | 0        |
| 1    | Alekszandra Panova               |            |            |            |                     |                     |                    |                    |                        |                        |        |        |        | ●      | 0        | 1        | 0        |
| 1    | Jasmine Paolini (ITA)            |            |            |            |                     |                     |                    |                    |                        |                        |        |        |        | ●      | 0        | 1        | 0        |
| 1    | María Paulina Pérez García (COL) |            |            |            |                     |                     |                    |                    |                        |                        |        |        |        | ●      | 0        | 1        | 0        |
| 1    | Katarzyna Piter (POL)            |            |            |            |                     |                     |                    |                    |                        |                        |        |        |        | ●      | 0        | 1        | 0        |
| 1    | Sabrina Santamaria (USA)         |            |            |            |                     |                     |                    |                    |                        |                        |        |        |        | ●      | 0        | 1        | 0        |
| 1    | Bibiane Schoofs (NED)            |            |            |            |                     |                     |                    |                    |                        |                        |        |        |        | ●      | 0        | 1        | 0        |
| 1    | Irina Simanovics                 |            |            |            |                     |                     |                    |                    |                        |                        |        |        |        | ●      | 0        | 1        | 0        |
| 1    | Stollár Fanny (HUN)              |            |            |            |                     |                     |                    |                    |                        |                        |        |        |        | ●      | 0        | 1        | 0        |
| 1    | Tang Csien-huj (CHN)             |            |            |            |                     |                     |                    |                    |                        |                        |        |        |        | ●      | 0        | 1        | 0        |
| 1    | Jil Teichmann (SUI)              |            |            |            |                     |                     |                    |                    |                        |                        |        |        |        | ●      | 0        | 1        | 0        |
| 1    | Tsao Chia-yi (TPE)               |            |            |            |                     |                     |                    |                    |                        |                        |        |        |        | ●      | 0        | 1        | 0        |
| 1    | Heather Watson (GBR)             |            |            |            |                     |                     |                    |                    |                        |                        |        |        |        | ●      | 0        | 1        | 0        |
| 1    | Yanina Wickmayer (BEL)           |            |            |            |                     |                     |                    |                    |                        |                        |        |        |        | ●      | 0        | 1        | 0        |
| 1    | Vu Fang-hszien (TPE)             |            |            |            |                     |                     |                    |                    |                        |                        |        |        |        | ●      | 0        | 1        | 0        |
| 1    | Hszü Ji-fan (CHN)                |            |            |            |                     |                     |                    |                    |                        |                        |        |        |        | ●      | 0        | 1        | 0        |
| 1    | Jang Csao-hszüan (CHN)           |            |            |            |                     |                     |                    |                    |                        |                        |        |        |        | ●      | 0        | 1        | 0        |
| 1    | Kimberley Zimmermann (BEL)       |            |            |            |                     |                     |                    |                    |                        |                        |        |        |        | ●      | 0        | 1        | 0        |

### Győzelmek országonként
| Össz | Játékos                   | Grand Slam | Grand Slam | Grand Slam | Év végi bajnokságok | Év végi bajnokságok | WTA1000 (kötelező) | WTA1000 (kötelező) | WTA1000 (nem kötelező) | WTA1000 (nem kötelező) | WTA500 | WTA500 | WTA250 | WTA250 | Összesen | Összesen | Összesen |
| Össz | Játékos                   | E          | P          | V          | E                   | P                   | E                  | P                  | E                      | P                      | E      | P      | E      | P      | E        | P        | V        |
| ---- | ------------------------- | ---------- | ---------- | ---------- | ------------------- | ------------------- | ------------------ | ------------------ | ---------------------- | ---------------------- | ------ | ------ | ------ | ------ | -------- | -------- | -------- |
| 21   | Amerikai Egyesült Államok | 1          |            |            |                     |                     |                    | 1                  | 2                      | 1                      | 2      | 6      | 5      | 3      | 10       | 11       | 0        |
| 14   | Csehország                | 1          | 2          |            |                     |                     | 1                  | 2                  | 1                      |                        | 2      | 1      | 2      | 2      | 7        | 7        | 0        |
| 9    | Kína                      |            | 1          |            |                     |                     |                    |                    |                        |                        |        | 2      | 3      | 3      | 3        | 6        | 0        |
| 8    | Brazília                  |            |            | 1          | 1                   | 1                   |                    | 1                  |                        |                        |        | 3      |        | 1      | 1        | 6        | 1        |
| 8    | Németország               |            |            |            |                     | 1                   |                    |                    |                        |                        |        | 1      | 2      | 4      | 2        | 6        | 0        |
| 7    | Lengyelország             | 1          |            |            | 1                   |                     | 1                  |                    |                        |                        | 2      |        | 1      | 1      | 6        | 1        | 0        |
| 7    | Japán                     |            |            | 1          |                     |                     |                    |                    |                        | 1                      |        |        | 1      | 4      | 1        | 5        | 1        |
| 6    | Belgium                   |            |            |            |                     |                     |                    | 1                  |                        | 1                      |        |        | 1      | 3      | 1        | 5        | 0        |
| 5    | Ukrajna                   |            |            | 1          |                     |                     |                    |                    |                        |                        |        |        | 2      | 2      | 2        | 2        | 1        |
| 4    | Tajvan                    |            | 2          |            |                     |                     |                    |                    |                        |                        |        |        |        | 2      | 0        | 4        | 0        |
| 4    | Kazahsztán                |            |            | 1          |                     |                     | 2                  |                    |                        |                        |        |        |        | 1      | 2        | 1        | 1        |
| 4    | Hollandia                 |            |            |            |                     |                     |                    |                    |                        |                        |        | 2      | 1      | 1      | 1        | 3        | 0        |
| 4    | Olaszország               |            |            |            |                     |                     |                    |                    |                        |                        |        |        | 3      | 1      | 3        | 1        | 0        |
| 3    | Kanada                    |            | 1          |            |                     |                     |                    |                    |                        |                        | 1      |        | 1      |        | 2        | 1        | 0        |
| 3    | Új-Zéland                 |            | 1          |            |                     |                     |                    |                    |                        |                        |        | 1      |        | 1      | 0        | 3        | 0        |
| 3    | Spanyolország             |            |            |            |                     |                     |                    | 1                  |                        |                        |        |        | 1      | 1      | 1        | 2        | 0        |
| 3    | Svájc                     |            |            |            |                     |                     |                    |                    |                        |                        | 2      |        |        | 1      | 2        | 1        | 0        |
| 3    | Franciaország             |            |            |            |                     |                     |                    |                    |                        |                        |        | 1      |        | 2      | 0        | 3        | 0        |
| 3    | Egyesült Királyság        |            |            |            |                     |                     |                    |                    |                        |                        |        |        | 1      | 2      | 1        | 2        | 0        |
| 3    | Indonézia                 |            |            |            |                     |                     |                    |                    |                        |                        |        |        |        | 3      | 0        | 3        | 0        |
| 2    | Ausztrália                |            |            |            |                     |                     |                    | 1                  |                        | 1                      |        |        |        |        | 0        | 2        | 0        |
| 2    | Tunézia                   |            |            |            |                     |                     |                    |                    |                        |                        | 1      |        | 1      |        | 2        | 0        | 0        |
| 2    | Észtország                |            |            |            |                     |                     |                    |                    |                        |                        |        | 1      |        | 1      | 0        | 2        | 0        |
| 2    | Norvégia                  |            |            |            |                     |                     |                    |                    |                        |                        |        | 1      |        | 1      | 0        | 2        | 0        |
| 2    | Grúzia                    |            |            |            |                     |                     |                    |                    |                        |                        |        |        |        | 2      | 0        | 2        | 0        |
| 2    | Magyarország              |            |            |            |                     |                     |                    |                    |                        |                        |        |        |        | 2      | 0        | 2        | 0        |
| 1    | Görögország               |            |            |            |                     |                     |                    |                    | 1                      |                        |        |        |        |        | 1        | 0        | 0        |
| 1    | Lettország                |            |            |            |                     |                     |                    |                    |                        |                        |        |        | 1      |        | 1        | 0        | 0        |
| 1    | Horvátország              |            |            |            |                     |                     |                    |                    |                        |                        |        |        | 1      |        | 1        | 0        | 0        |
| 1    | Kolumbia                  |            |            |            |                     |                     |                    |                    |                        |                        |        |        |        | 1      | 0        | 1        | 0        |
| 1    | Szlovákia                 |            |            |            |                     |                     |                    |                    |                        |                        |        |        |        | 1      | 0        | 1        | 0        |

### Első győzelmek
Az alábbi játékosok pályafutásuk első WTA-győzelmét szerezték az adott versenyszámban 2023-ban:
Egyéni
- Csu Lin – Huahin (Hua Hin Championships)
- Alycia Parks – Lyon (Lyon Open)
- Marta Kosztyuk – Austin (ATX Open)
- Lucia Bronzetti – Rabat (Morocco Open)
- Katie Boulter – Nottingham (Nottingham Open)
- Marija Tyimofejeva – Budapest (Budapest Grand Prix)
- Cseng Csin-ven – Palermo (Palermo International)
- Arantxa Rus – Hamburg (Hamburg European Open)
- Elisabetta Cocciaretto – Lausanne (Swiss Open)
- Ashlyn Krueger – Oszaka (Japan Women’s Open)
- Vang Hszi-jü – Kanton (Guangzhou Open)
- Tamara Korpatsch – Kolozsvár (Transylvania Open)

Páros
- Cristina Bucșa – Lyon (Lyon Open)
- Vu Fang-hszien – Huahin (Hua Hin Championships)
- Ljudmila Szamszonova – Dubaj (Dubai Tennis Championships)
- Diane Parry – Mérida (Merida Open)
- Yuliana Lizarazo – Monterrey (Monterrey Open)
- María Paulina Pérez García – Monterrey (Monterrey Open)
- Danielle Collins – Charleston (Charleston)
- Ingrid Gamarra Martins – Bad Homburg Open (Bad Homburg)
- Kuo Han-jü – Kanton (Guangzhou Open)
- Tsao Chia-yi – Hongkong (Hong Kong Open)
- Jodie Burrage – Kolozsvár (Transylvania Open)

### Címvédések
Az alábbi játékosok megvédték előző évben szerzett bajnoki címüket:
Egyéni
- Iga Świątek – Doha (Qatar Total Open)
- Tatjana Maria – Bogotá (Copa Colsanitas)
- Iga Świątek – Stuttgart (Porsche Tennis Grand Prix)
- Iga Świątek – Párizs (Roland Garros női egyes)
- Jekatyerina Alekszandrova – Rosmalen (Rosmalen Open)
- Elise Mertens – Monasztir (Jasmin Open)

Páros
- Barbora Krejčíková – Melbourne (Australian Open női páros)
- Kateřina Siniaková – Melbourne (Australian Open női páros)
- Natyela Dzalamidze – Linz (Ladies Linz)
- Cori Gauff – Doha (Qatar Total Open)
- Jessica Pegula – Doha (Qatar Total Open)
- Veronyika Kugyermetova – Dubaj (Dubaj Tennis Championships)
- Desirae Krawczyk – Stuttgart (Porsche Tennis Grand Prix)
- Demi Schuurs – Stuttgart (Porsche Tennis Grand Prix)
- Kimberley Zimmermann – Palermo (Palermo International)
- Storm Hunter – Guadalajara (Guadalajara Open)

### Top10 belépők
Az alábbi játékosok pályafutásuk során először kerültek a világranglista első 10 helyezettje közé:
Egyéni
- Jelena Ribakina (2023. január 30-án a 10. helyre)
- Beatriz Haddad Maia (2023. június 12-én a 10. helyre)
- Markéta Vondroušová (2023. július 17-én a 10. helyre)
- Karolína Muchová (2023. augusztus 21-én a 10. helyre)

Páros
- Anna Danilina (2023. január 9-én a 10. helyre)
- Jang Csao-hszüan (2023. január 16-án a 10. helyre)
- Taylor Townsend (2023. május 8-án a 6. helyre)
- Beatriz Haddad Maia (2023. május 8-án a 10. helyre)
- Ellen Perez (2023. június 12-én a 9. helyre)
- Laura Siegemund (2023. október 23-án a 9. helyre)

## Ranglisták
A naptári évre szóló ranglistán (race) az előző szezon zárásától, azaz a WTA Finals döntőjét követő héttől szerzett pontokat tartják számon, és az október végén vagy november elején megrendezésre kerülő világbajnokságra való kijutás függ tőle. A WTA-világranglista ezzel szemben az előző 52 hét versenyein szerzett pontokat veszi figyelembe, a következő szisztéma alapján: egyéniben maximum 16, párosban 11 tornát lehet beszámítani, amelyekbe mindenképpen beletartoznak a Grand Slam-tornák, a kötelező WTA1000-versenyek és az év végi bajnokságok, valamint a világranglista első húsz helyezettje számára a nem kötelező WTA1000 versenyeken elért két legjobb eredmény is.
- Megjegyzés: Oroszország és Fehéroroszország versenyzői az országaikkal szembeni szankciók miatt nem indulhatnak országuk zászlaja alatt, ezeknél a versenyzőknél a  ikon látható.

### Egyéni

#### Az éves pontszám (race) és a világranglista állása
Az alábbi két táblázat a race (az előző WTA Elite Trophy döntője után szerzett pontok száma) és a világranglista (az előző 52 héten szerzett pontok száma) állását mutatja be egyéniben az első harminc játékossal. Sárga alászínezéssel az évvégi világbajnokságra bejutott versenyzők. Zöld alászínezéssel a 2023-as WTA Finals megnyerésével a WTA 2023. évi világbajnoka.
| A 2023. évi pontverseny végeredménye (2023. november 6.) | A 2023. évi pontverseny végeredménye (2023. november 6.) | A 2023. évi pontverseny végeredménye (2023. november 6.) | A 2023. évi pontverseny végeredménye (2023. november 6.) | A 2023. évi pontverseny végeredménye (2023. november 6.) | A 2023. évi pontverseny végeredménye (2023. november 6.) |
| #                                                        | Vált.                                                    | Játékos                                                  | Ország                                                   | Pont                                                     | Tornák                                                   |
| -------------------------------------------------------- | -------------------------------------------------------- | -------------------------------------------------------- | -------------------------------------------------------- | -------------------------------------------------------- | -------------------------------------------------------- |
| 1                                                        | 1                                                        | Iga Świątek                                              | Lengyelország                                            | 9295                                                     | 19                                                       |
| 2                                                        | 1                                                        | Arina Szabalenka                                         |                                                          | 9050                                                     | 16                                                       |
| 3                                                        | Állandó                                                  | Cori Gauff                                               | Amerikai Egyesült Államok                                | 6580                                                     | 19                                                       |
| 4                                                        | Állandó                                                  | Jelena Ribakina                                          | Kazahsztán                                               | 6365                                                     | 18                                                       |
| 5                                                        | Állandó                                                  | Jessica Pegula                                           | Amerikai Egyesült Államok                                | 5975                                                     | 20                                                       |
| 6                                                        | Állandó                                                  | Unsz Dzsábir                                             | Tunézia                                                  | 4195                                                     | 21                                                       |
| 7                                                        | Állandó                                                  | Markéta Vondroušová                                      | Csehország                                               | 4075                                                     | 17                                                       |
| 8                                                        | Állandó                                                  | Karolína Muchová                                         | Csehország                                               | 3651                                                     | 16                                                       |
| 9                                                        | Állandó                                                  | María Szákari                                            | Görögország                                              | 3620                                                     | 24                                                       |
| 10                                                       | Állandó                                                  | Barbora Krejčíková                                       | Csehország                                               | 2880                                                     | 21                                                       |
| 11                                                       | 8                                                        | Beatriz Haddad Maia                                      | Brazília                                                 | 2855                                                     | 23                                                       |
| 12                                                       | 1                                                        | Madison Keys                                             | Amerikai Egyesült Államok                                | 2816                                                     | 18                                                       |
| 13                                                       | Állandó                                                  | Jeļena Ostapenko                                         | Lettország                                               | 2720                                                     | 23                                                       |
| 14                                                       | 2                                                        | Petra Kvitová                                            | Csehország                                               | 2660                                                     | 17                                                       |
| 15                                                       | 3                                                        | Cseng Csin-ven                                           | Kína                                                     | 2660                                                     | 25                                                       |
| 16                                                       | 1                                                        | Ljudmila Szamszonova                                     |                                                          | 2650                                                     | 24                                                       |
| 17                                                       | 3                                                        | Belinda Bencic                                           | Svájc                                                    | 2570                                                     | 18                                                       |
| 18                                                       | 1                                                        | Darja Kaszatkina                                         |                                                          | 2550                                                     | 25                                                       |
| 19                                                       | 3                                                        | Veronyika Kugyermetova                                   |                                                          | 2520                                                     | 25                                                       |
| 20                                                       | Állandó                                                  | Caroline Garcia                                          | Franciaország                                            | 2095                                                     | 27                                                       |
| 21                                                       | Állandó                                                  | Jekatyerina Alekszandrova                                |                                                          | 2035                                                     | 24                                                       |
| 22                                                       | Állandó                                                  | Viktorija Azaranka                                       |                                                          | 1905                                                     | 21                                                       |
| 23                                                       | Állandó                                                  | Donna Vekić                                              | Horvátország                                             | 1865                                                     | 21                                                       |
| 24                                                       | Állandó                                                  | Magda Linette                                            | Lengyelország                                            | 1861                                                     | 23                                                       |
| 25                                                       | Állandó                                                  | Elina Szvitolina                                         | Ukrajna                                                  | 1809                                                     | 13                                                       |
| 26                                                       | Állandó                                                  | Sorana Cîrstea                                           | Románia                                                  | 1765                                                     | 23                                                       |
| 27                                                       | 1                                                        | Anhelina Kalinyina                                       | Ukrajna                                                  | 1677                                                     | 28                                                       |
| 28                                                       | 1                                                        | Anasztaszija Potapova                                    |                                                          | 1588                                                     | 21                                                       |
| 29                                                       | Állandó                                                  | Elise Mertens                                            | Belgium                                                  | 1495                                                     | 23                                                       |
| 30                                                       | 1                                                        | Jasmine Paolini                                          | Olaszország                                              | 1435                                                     | 29                                                       |

| 1  | Iga Świątek (POL)               | 9295 | 19 | 1   | 1  | 2    | Állandó |
| 2  | Arina Szabalenka (BLR)          | 9050 | 16 | 5   | 1  | 5    | 3       |
| 3  | Cori Gauff (USA)                | 6580 | 19 | 7   | 3  | 7    | 4       |
| 4  | Jelena Ribakina (KAZ)           | 6365 | 18 | 22  | 3  | 25   | 18      |
| 5  | Jessica Pegula (USA)            | 5975 | 20 | 3   | 3  | 5    | 2       |
| 6  | Unsz Dzsábir (TUN)              | 4195 | 21 | 2   | 2  | 7    | 4       |
| 7  | Markéta Vondroušová (CZE)       | 4075 | 17 | 99  | 6  | 105  | 92      |
| 8  | Karolína Muchová (CZE)          | 3651 | 16 | 149 | 8  | 151  | 141     |
| 9  | María Szákari (GRE)             | 3620 | 24 | 6   | 6  | 10   | 3       |
| 10 | Barbora Krejčíková (CZE)        | 2880 | 21 | 21  | 10 | 30   | 11      |
| 11 | Beatriz Haddad Maia (BRA)       | 2855 | 23 | 15  | 10 | 21   | 4       |
| 12 | Madison Keys (USA)              | 2816 | 18 | 11  | 10 | 25   | 1       |
| 13 | Jeļena Ostapenko (LAT)          | 2720 | 23 | 18  | 12 | 26   | 5       |
| 14 | Petra Kvitová (CZE)             | 2660 | 17 | 16  | 8  | 14   | 2       |
| 15 | Cseng Csin-ven (CHN)            | 2660 | 23 | 25  | 15 | 30   | 10      |
| 16 | Ljudmila Szamszonova (RUS)      | 2650 | 24 | 20  | 12 | 22   | 4       |
| 17 | Belinda Bencic (SUI)            | 2570 | 18 | 12  | 9  | 17   | 5       |
| 18 | Darja Kaszatkina (RUS)          | 2550 | 25 | 8   | 8  | 18   | 10      |
| 19 | Veronyika Kugyermetova (RUS)    | 2520 | 25 | 9   | 9  | 19   | 10      |
| 20 | Caroline Garcia (FRA)           | 2095 | 27 | 4   | 4  | 20   | 16      |
| 21 | Jekatyerina Alekszandrova (RUS) | 2035 | 24 | 19  | 16 | 26   | 2       |
| 22 | Viktorija Azaranka (BLR)        | 1905 | 21 | 27  | 14 | 26   | 5       |
| 23 | Donna Vekić (CRO)               | 1865 | 21 | 69  | 20 | 67   | 46      |
| 24 | Magda Linette (POL)             | 1861 | 24 | 49  | 19 | 48   | 25      |
| 25 | Elina Szvitolina (UKR)          | 1809 | 13 | 236 | 24 | 1344 | 211     |
| 26 | Sorana Cîrstea (ROU)            | 1765 | 23 | 38  | 25 | 83   | 12      |
| 27 | Anhelina Kalinyina (UKR)        | 1677 | 28 | 52  | 25 | 47   | 25      |
| 28 | Anasztaszija Potapova (RUS)     | 1588 | 21 | 43  | 21 | 45   | 15      |
| 29 | Elise Mertens (BEL)             | 1495 | 23 | 29  | 26 | 42   | Állandó |
| 30 | Jasmine Paolini (ITA)           | 1435 | 29 | 59  | 29 | 71   | 29      |

| A 2023. évi pontverseny végeredménye (2023. november 6.) | A 2023. évi pontverseny végeredménye (2023. november 6.) | A 2023. évi pontverseny végeredménye (2023. november 6.) | A 2023. évi pontverseny végeredménye (2023. november 6.) | A 2023. évi pontverseny végeredménye (2023. november 6.) | A 2023. évi pontverseny végeredménye (2023. november 6.) |
| #                                                        | Vált.                                                    | Játékos                                                  | Ország                                                   | Pont                                                     | Tornák                                                   |
| -------------------------------------------------------- | -------------------------------------------------------- | -------------------------------------------------------- | -------------------------------------------------------- | -------------------------------------------------------- | -------------------------------------------------------- |
| 1                                                        | 1                                                        | Iga Świątek                                              | Lengyelország                                            | 9295                                                     | 19                                                       |
| 2                                                        | 1                                                        | Arina Szabalenka                                         |                                                          | 9050                                                     | 16                                                       |
| 3                                                        | Állandó                                                  | Cori Gauff                                               | Amerikai Egyesült Államok                                | 6580                                                     | 19                                                       |
| 4                                                        | Állandó                                                  | Jelena Ribakina                                          | Kazahsztán                                               | 6365                                                     | 18                                                       |
| 5                                                        | Állandó                                                  | Jessica Pegula                                           | Amerikai Egyesült Államok                                | 5975                                                     | 20                                                       |
| 6                                                        | Állandó                                                  | Unsz Dzsábir                                             | Tunézia                                                  | 4195                                                     | 21                                                       |
| 7                                                        | Állandó                                                  | Markéta Vondroušová                                      | Csehország                                               | 4075                                                     | 17                                                       |
| 8                                                        | Állandó                                                  | Karolína Muchová                                         | Csehország                                               | 3651                                                     | 16                                                       |
| 9                                                        | Állandó                                                  | María Szákari                                            | Görögország                                              | 3620                                                     | 24                                                       |
| 10                                                       | Állandó                                                  | Barbora Krejčíková                                       | Csehország                                               | 2880                                                     | 21                                                       |
| 11                                                       | 8                                                        | Beatriz Haddad Maia                                      | Brazília                                                 | 2855                                                     | 23                                                       |
| 12                                                       | 1                                                        | Madison Keys                                             | Amerikai Egyesült Államok                                | 2816                                                     | 18                                                       |
| 13                                                       | Állandó                                                  | Jeļena Ostapenko                                         | Lettország                                               | 2720                                                     | 23                                                       |
| 14                                                       | 2                                                        | Petra Kvitová                                            | Csehország                                               | 2660                                                     | 17                                                       |
| 15                                                       | 3                                                        | Cseng Csin-ven                                           | Kína                                                     | 2660                                                     | 25                                                       |
| 16                                                       | 1                                                        | Ljudmila Szamszonova                                     |                                                          | 2650                                                     | 24                                                       |
| 17                                                       | 3                                                        | Belinda Bencic                                           | Svájc                                                    | 2570                                                     | 18                                                       |
| 18                                                       | 1                                                        | Darja Kaszatkina                                         |                                                          | 2550                                                     | 25                                                       |
| 19                                                       | 3                                                        | Veronyika Kugyermetova                                   |                                                          | 2520                                                     | 25                                                       |
| 20                                                       | Állandó                                                  | Caroline Garcia                                          | Franciaország                                            | 2095                                                     | 27                                                       |
| 21                                                       | Állandó                                                  | Jekatyerina Alekszandrova                                |                                                          | 2035                                                     | 24                                                       |
| 22                                                       | Állandó                                                  | Viktorija Azaranka                                       |                                                          | 1905                                                     | 21                                                       |
| 23                                                       | Állandó                                                  | Donna Vekić                                              | Horvátország                                             | 1865                                                     | 21                                                       |
| 24                                                       | Állandó                                                  | Magda Linette                                            | Lengyelország                                            | 1861                                                     | 23                                                       |
| 25                                                       | Állandó                                                  | Elina Szvitolina                                         | Ukrajna                                                  | 1809                                                     | 13                                                       |
| 26                                                       | Állandó                                                  | Sorana Cîrstea                                           | Románia                                                  | 1765                                                     | 23                                                       |
| 27                                                       | 1                                                        | Anhelina Kalinyina                                       | Ukrajna                                                  | 1677                                                     | 28                                                       |
| 28                                                       | 1                                                        | Anasztaszija Potapova                                    |                                                          | 1588                                                     | 21                                                       |
| 29                                                       | Állandó                                                  | Elise Mertens                                            | Belgium                                                  | 1495                                                     | 23                                                       |
| 30                                                       | 1                                                        | Jasmine Paolini                                          | Olaszország                                              | 1435                                                     | 29                                                       |

| 1  | Iga Świątek (POL)               | 9295 | 19 | 1   | 1  | 2    | Állandó |
| 2  | Arina Szabalenka (BLR)          | 9050 | 16 | 5   | 1  | 5    | 3       |
| 3  | Cori Gauff (USA)                | 6580 | 19 | 7   | 3  | 7    | 4       |
| 4  | Jelena Ribakina (KAZ)           | 6365 | 18 | 22  | 3  | 25   | 18      |
| 5  | Jessica Pegula (USA)            | 5975 | 20 | 3   | 3  | 5    | 2       |
| 6  | Unsz Dzsábir (TUN)              | 4195 | 21 | 2   | 2  | 7    | 4       |
| 7  | Markéta Vondroušová (CZE)       | 4075 | 17 | 99  | 6  | 105  | 92      |
| 8  | Karolína Muchová (CZE)          | 3651 | 16 | 149 | 8  | 151  | 141     |
| 9  | María Szákari (GRE)             | 3620 | 24 | 6   | 6  | 10   | 3       |
| 10 | Barbora Krejčíková (CZE)        | 2880 | 21 | 21  | 10 | 30   | 11      |
| 11 | Beatriz Haddad Maia (BRA)       | 2855 | 23 | 15  | 10 | 21   | 4       |
| 12 | Madison Keys (USA)              | 2816 | 18 | 11  | 10 | 25   | 1       |
| 13 | Jeļena Ostapenko (LAT)          | 2720 | 23 | 18  | 12 | 26   | 5       |
| 14 | Petra Kvitová (CZE)             | 2660 | 17 | 16  | 8  | 14   | 2       |
| 15 | Cseng Csin-ven (CHN)            | 2660 | 23 | 25  | 15 | 30   | 10      |
| 16 | Ljudmila Szamszonova (RUS)      | 2650 | 24 | 20  | 12 | 22   | 4       |
| 17 | Belinda Bencic (SUI)            | 2570 | 18 | 12  | 9  | 17   | 5       |
| 18 | Darja Kaszatkina (RUS)          | 2550 | 25 | 8   | 8  | 18   | 10      |
| 19 | Veronyika Kugyermetova (RUS)    | 2520 | 25 | 9   | 9  | 19   | 10      |
| 20 | Caroline Garcia (FRA)           | 2095 | 27 | 4   | 4  | 20   | 16      |
| 21 | Jekatyerina Alekszandrova (RUS) | 2035 | 24 | 19  | 16 | 26   | 2       |
| 22 | Viktorija Azaranka (BLR)        | 1905 | 21 | 27  | 14 | 26   | 5       |
| 23 | Donna Vekić (CRO)               | 1865 | 21 | 69  | 20 | 67   | 46      |
| 24 | Magda Linette (POL)             | 1861 | 24 | 49  | 19 | 48   | 25      |
| 25 | Elina Szvitolina (UKR)          | 1809 | 13 | 236 | 24 | 1344 | 211     |
| 26 | Sorana Cîrstea (ROU)            | 1765 | 23 | 38  | 25 | 83   | 12      |
| 27 | Anhelina Kalinyina (UKR)        | 1677 | 28 | 52  | 25 | 47   | 25      |
| 28 | Anasztaszija Potapova (RUS)     | 1588 | 21 | 43  | 21 | 45   | 15      |
| 29 | Elise Mertens (BEL)             | 1495 | 23 | 29  | 26 | 42   | Állandó |
| 30 | Jasmine Paolini (ITA)           | 1435 | 29 | 59  | 29 | 71   | 29      |

#### Világranglistát vezetők
| Név              | Élre kerülés         | Lekerülés            |
| ---------------- | -------------------- | -------------------- |
| Iga Świątek      | 2022. április 4.     | 2023. szeptember 10. |
| Arina Szabalenka | 2023. szeptember 11. | 2023. november 5.    |
| Iga Świątek      | 2023. november 6.    |                      |

### Páros

#### Az éves pontszám (race) és a világranglista állása
Az alábbi két táblázat a race (az adott versenyévben elért pontok száma) és a világranglista (a megelőző 52 héten szerzett pontok száma) állását mutatja be párosban az első tíz párral, illetve az első húsz játékossal, jelezve a helyezés változását az előző héthez képest. Sárga alászínezéssel az évvégi világbajnokságra bejutott versenyzők.
| A 2023. évi pontszerzések állása (2023. október 23.) | A 2023. évi pontszerzések állása (2023. október 23.) | A 2023. évi pontszerzések állása (2023. október 23.) | A 2023. évi pontszerzések állása (2023. október 23.) | A 2023. évi pontszerzések állása (2023. október 23.) |
| #                                                    | Vált.                                                | Csapat                                               | Pont                                                 | Tornák                                               |
| ---------------------------------------------------- | ---------------------------------------------------- | ---------------------------------------------------- | ---------------------------------------------------- | ---------------------------------------------------- |
| 1                                                    | Állandó                                              | Jessica Pegula (USA) · Cori Gauff (USA)              | 5565                                                 |                                                      |
| 2                                                    | Állandó                                              | Storm Hunter (AUS) · Elise Mertens (BEL)             | 5130                                                 |                                                      |
| 3                                                    | Állandó                                              | Aojama Súko (JPN) · Sibahara Ena (JPN)               | 3790                                                 |                                                      |
| 4                                                    | Állandó                                              | Barbora Krejčíková (CZE) · Kateřina Siniaková (CZE)  | 3785                                                 |                                                      |
| 5                                                    | Állandó                                              | Demi Schuurs (NED) · Desirae Krawczyk (USA)          | 3570                                                 |                                                      |
| 6                                                    | 3                                                    | Laura Siegemund (GER) · Vera Zvonarjova              | 3405                                                 |                                                      |
| 7                                                    | 1                                                    | Gabriela Dabrowski (CAN) · Erin Routliffe (NZL)      | 3386                                                 |                                                      |
| 8                                                    | 1                                                    | Nicole Melichar (USA) · Ellen Perez (AUS)            | 3325                                                 |                                                      |
| 9                                                    | 1                                                    | Taylor Townsend (USA) · Leylah Fernandez (CAN)       | 3310                                                 |                                                      |
| 10                                                   | 1                                                    | Hszie Su-vej (TPE) · Vang Hszin-jü (CHN)             | 2955                                                 |                                                      |

| WTA páros világranglista (2023. november 6.) | WTA páros világranglista (2023. november 6.) | WTA páros világranglista (2023. november 6.) | WTA páros világranglista (2023. november 6.) | WTA páros világranglista (2023. november 6.) |
| #                                            | Vált.                                        | Versenyző                                    | Pont                                         |                                              |
| -------------------------------------------- | -------------------------------------------- | -------------------------------------------- | -------------------------------------------- | -------------------------------------------- |
| 1                                            | 2                                            | Storm Hunter (AUS)                           | 6055                                         |                                              |
| 2                                            | 3                                            | Elise Mertens (BEL)                          | 5870                                         |                                              |
| 3                                            | 2                                            | Jessica Pegula (USA)                         | 5755                                         |                                              |
| 3                                            | 2                                            | Cori Gauff (USA)                             | 5755                                         |                                              |
| 5                                            | 4                                            | Laura Siegemund (GER)                        | 5585                                         |                                              |
| 6                                            | 2                                            | Hszie Su-vej (TPE)                           | 5241                                         |                                              |
| 7                                            | 1                                            | Taylor Townsend (USA)                        | 5180                                         |                                              |
| 8                                            | 1                                            | Gabriela Dabrowski (CAN)                     | 5115                                         |                                              |
| 9                                            | 7                                            | Vera Zvonarjova                              | 5070                                         |                                              |
| 10                                           | 2                                            | Kateřina Siniaková (CZE)                     | 4895                                         |                                              |
| 11                                           | 1                                            | Erin Routliffe (NZL)                         | 4810                                         |                                              |
| 12                                           | 2                                            | Aojama Súko (JPN)                            | 4695                                         |                                              |
| 13                                           | 2                                            | Barbora Krejčíková (CZE)                     | 4665                                         |                                              |
| 14                                           | 1                                            | Sibahara Ena (JPN)                           | 4525                                         |                                              |
| 15                                           | 6                                            | Nicole Melichar-Martinez (USA)               | 4275                                         |                                              |
| 16                                           | 1                                            | Desirae Krawczyk (USA)                       | 4155                                         |                                              |
| 17                                           | 5                                            | Ellen Perez (AUS)                            | 4150                                         |                                              |
| 18                                           | 4                                            | Luisa Stefani (BRA)                          | 4030                                         |                                              |
| 19                                           | Állandó                                      | Demi Schuurs (NED)                           | 3815                                         |                                              |
| 20                                           | 3                                            | Leylah Fernandez (CAN)                       | 3690                                         |                                              |

#### Páros világranglistát vezetők
| Név                       | Élre kerülés         | Lekerülés            |
| ------------------------- | -------------------- | -------------------- |
| Kateřina Siniaková        | 2022. szeptember 12. | 2023. szeptember 10. |
| Cori Gauff Jessica Pegula | 2023. szeptember 11. | 2023. szeptember 17. |
| Kateřina Siniaková        | 2023. szeptember 18. | 2023. szeptember 24. |
| Elise Mertens             | 2023. szeptember 25. | 2023. október 22.    |
| Cori Gauff Jessica Pegula | 2023. október 23.    | 2023. november 5.    |
| Storm Hunter              | 2023. november 6.    |                      |

## Visszavonult versenyzők
Azon versenyzők felsorolása, akik 2023-ban vonultak vissza az aktív játéktól, vagy 52 hete nem vettek részt versenyen, és pályafutásuk során egyéniben vagy párosban legalább egy WTA-tornagyőzelmet szereztek, vagy a világranglistán a legjobb 100 közé kerültek.
- Anett Kontaveit (1995. december 24. Tallinn, Észtország) – 2010–2023 közötti profi pályafutása során hat egyéni WTA-tornagyőzelmet aratott, emellett egyéniben 11, párosban öt ITF-tornagyőzelmet szerzett. 2011-ben megnyerte a juniorok legrangosabb világversenyének számító Orange Bowl versenyt. A Grand Slam-tornákon juniorként 2012-ben döntőt játszott a US Open lány egyéni versenyén. A felnőttek között a Grand Slam-tornákon a legjobb eredményét egyéniben a 2020-as Australian Openen érte el, ahol a negyeddöntőig jutott. Párosban a legjobb eredménye a 2019-es Roland Garroson elért 3. kör. 2021-ben az év végi világbajnokságon a döntőig jutott. A legjobb világranglista-helyezése egyéniben a 2. hely volt, amelyre 2022. június 6-án került, ezzel minden idők legmagasabban rangsorolt észt teniszezője. Párosban a legjobbjaként 2020. március 2-án a 95. helyen állt. A 2023-as wimbledoni teniszbajnokságot követően vonult vissza a profi versenyzéstől.[12]
- Szánija Mirza (1986. november 15. Mumbai, India) – 2003–2023 közötti profi pályafutása során 1 egyéni és 43 páros WTA tornát nyert meg, emellett 14 egyéni és 4 páros ITF-tornagyőzelmet szerzett. 2012 óta csak párosban versenyzett. Juniorként megnyerte 2003-ban Wimbledonban a lány párosok versenyét. A felnőttek között a Grand Slam-tornákon 2016. júniusig összesen hat Grand Slam-tornagyőzelmet szerzett. 2015-ben női párosban győzött Wimbledonban és a US Openen, 2016-ban az Australian Openen, mindannyiszor Martina Hingis partnereként. Vegyes párosban a 2009-es Australian Openen és a 2012-es Roland Garroson Mahes Bhúpati, a 2014-es US Openen Bruno Soares partnereként szerezte meg a trófeát. 2014-ben Cara Black, és 2015-ben Martina Hingis partnereként győzött az év végi világbajnokságnak nevezett WTA Finals tornán. Párosban 2015. április 13-án került az első helyre, és folyamatosan, 2017. január 8-ig, összesen 91 héten keresztül őrizte azt. Egyéniben a legjobb világranglista-helyezése a 2007. augusztus 27-én elért 27. helyezés volt. 2023-ban az Australian Openen vegyes párosban döntőt játszott, majd bejelentette, hogy a Dubajban rendezett torna után visszavonul a profi tenisztől.[13]
- Samantha Stosur (1984. március 30. Brisbane, Ausztrália) – 1999–2023 közötti pályafutása során egyéniben kilenc, párosban huszonnyolc WTA-tornát nyert meg, emellett egyéniben négy, párosban 11 ITF-tornán végzett az első helyen. Legjobb egyéni világranglista-helyezése a 4. hely volt, amelyet 2011. február 21-én ért el, míg párosban 2006. február 6-án került az élre, és 2007. április 8-ig, összesen 61 héten át állt a világranglista élén. A Grand Slam-tornákon egyéniben a legjobb eredményét 2011-ben érte el, amikor megnyerte a US Opent. Párosban négyszeres Grand Slam-győztesnek mondhatja magát, mivel 2005-ben a US Opent, 2006-ban a Roland Garrost, 2019-ben az Australian Opent és 2021-ben ismét a US Opent nyerte meg, az első két alkalommal Lisa Raymonddal, míg a harmadik és negyedik győzelmét Csang Suaj oldalán szerezte. Vegyes párosban három Grand Slam-tornát nyert meg: 2005-ben az Australian Opent, 2008-ban és 2014-ben a wimbledoni teniszbajnokságot. 2005-ben és 2006-ban Lisa Raymond párjaként párosban megnyerte az év végi világbajnokságnak nevezett WTA Tour Championships tornát. 2023 januárjában jelentette be, hogy véglegesen visszavonul a profi tenisztől.[14][15]